# Steve Jobs
Steven Paul „Steve” Jobs (San Francisco, Kalifornia, 1955. február 24. – Palo Alto, Kalifornia, 2011. október 5.) amerikai feltaláló és üzletember volt. Az Apple társalapítója, egykori elnök-vezérigazgatója, az IT és a szórakoztatóipar ismert alakja.
A számítástechnika egyik úttörője volt, aki meglátta a lehetőséget a grafikus felhasználói felületben (GUI) és az egérben, mellyel egy Xerox PARC-bemutató alkalmával találkozott. Jobs irányítása alatt fejlesztette ki az Apple Computer a cég egyik fő termékét, a kultikus Macintosh számítógépet, valamint az iPod médialejátszót, az iPhone okostelefont és az iPad táblagépet.

## Élete
Anyja, Joanne Carole Schieble katolikus német bevándorlók gyermeke, apja, Abdulfattah „John” Jandal gazdag szír muzulmán családból származott. Az egyetemen ismerkedtek össze, ahol Jandal tanársegéd volt, Schieble végzős hallgató. A lány szülei ellenezték a kapcsolatot, és amikor 23 évesen Joanne Schieble teherbe esett, haldokló apja azzal fenyegette, hogy ha hozzámegy Abdulfattahhoz, kitagadja. A kényszerítő körülmények hatására a pár az örökbe adás mellett döntött. Az anya egyetlen feltételt szabott, miszerint csak diplomás pár fogadhatja örökbe gyermekét.
1955. február 24-én, amikor megszületett a fiú, a terv szerinti örökbefogadó pár – egy ügyvéd és felesége – visszakozott, hogy inkább lányt szeretnének. Így az örökbefogadó listán soron következő pár kapta meg a gyermeket. Ők azonban nemhogy diplomások nem voltak, de még a középiskolát se végezték el. Örökbefogadó szülei a Parti Őrségnél gépészként dolgozó Paul Reinhold Jobs és az örmény származású Clara Hagopian voltak.
Joanne Schieble kezdetben megtagadta a papírok aláírását, a gyermekelhelyezés sorsa hetekig bizonytalan volt. Végül kompromisszumra jutottak, Joanne Schieble csak azzal a feltétellel egyezett bele az örökbe adásba, ha az örökbefogadó szülők nyitnak Steve-nek egy betétszámlát a majdani egyetemi tandíj kifizetésére.

### Fiatalkori évek
Örökbefogadó szülei még egy kislányt is örökbe fogadtak, azután a család, egy munka lehetősége miatt – a mai Szilícium-völgybeli – Mountain View-ba költözött. A fiatal Steve Jobsra nagy hatással volt apja ezermester-tudása és tökéletességre való törekvése. Később többször is említést tett erről a meghatározó időszakról.

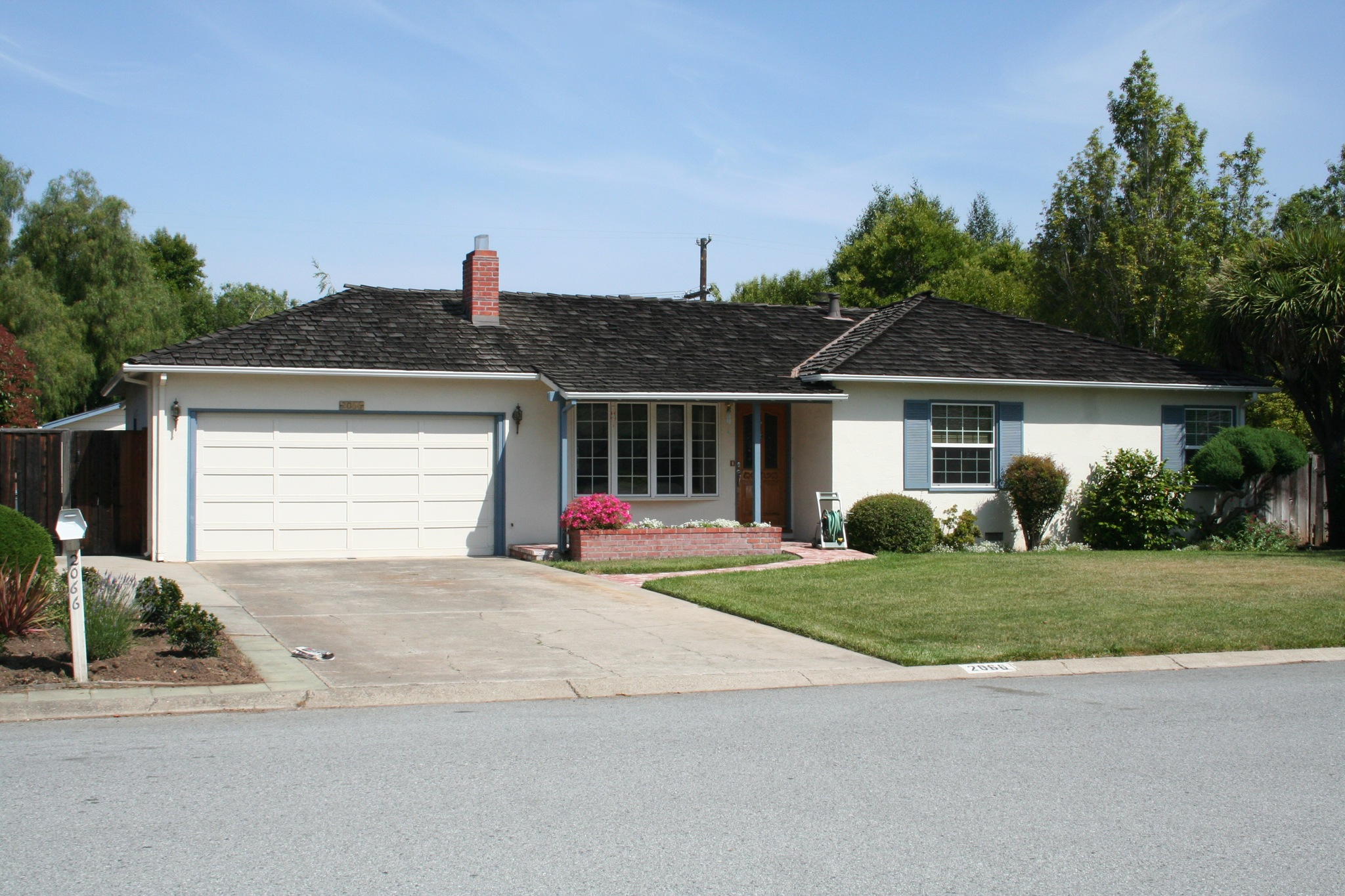
2066 Crist Drive, a Jobs család Los Altos-i otthona

Jobs még az iskola előtt megtanult írni és olvasni, így az iskolai évek kezdetét unalmasnak találta, később pedig beilleszkedési zavarai voltak. Több csínytevése volt, amiért sok büntetést kapott az iskolától, de örökbefogadó szülei laza fegyelemmel nevelték.
Egy iskolai tudásfelmérőn átlag felett teljesített, ezért tanárai felsőbb osztályba tanácsolták, ámez negatív végeredménnyel járt, és a beilleszkedési zavara is erősödött az idősebb osztálytársak hatására. Végül iskolaváltás és Los Altosba költözés lett a következmény. Ez egy jobb környék volt korábbi lakóhelyüknél, és a házhoz egy garázs is tartozott. A ház a cupertinói iskolakörzethez tartozott, így Jobs ott folytatta a tanulmányait.
A Life magazin 1968-ban megjelent egyik címlapjának hatására – amely éhező gyerekeket mutatott – megingott a bizalma a keresztény vallásban. Jobs a Homestead középiskolában tanult tovább és egyre többet foglalkozott elektronikával. Egy ismerős segítségével bekerült az „HP Explorer's Clubba”, ahol a Hewlett-Packard mérnökei tartottak előadásokat diákok számára. Egy HP-laborlátogatás alkalmával látott először „asztali számítógépet”. A klubmunka hatására frekvenciaszámláló építésébe kezdett, de mivel nem voltak megfelelő alkatrészei, felhívta Bill Hewlettet. Tőle kért alkatrészeket, amit meg is kapott, sőt a cég vezérigazgatója még egy diákmunkát is kínált az eszes és élelmes diáknak. A cégtől rengeteg felesleges alkatrészhez jutott, és eljárt elektronikai piacokra is.
Tizenöt évesen füvezni kezdett, és rászokott a marihuánára. Az iskola utolsó éveiben már az LSD kipróbálásán is túl volt. Érdeklődni kezdett a műszaki tudományok mellett a szépirodalom és a művészetek iránt. Egy elektronikai témájú órán ismerkedett meg az öt évvel idősebb, zseniális Steve Wozniakkal. Habár a szintén némileg aszociális Wozniak jelleme különbözött Jobsétól, mégis összebarátkoztak.

#### A blue box
Jobs és Wozniak jól megértették egymást az elektronika területén és hobbiként gyakorolták azt. Komoly szakmai fordulópont az életükben az volt, amikor 1971-ben olvastak egy érdekes cikket az Esquire magazinban arról, hogy hekkerek rájöttek: ha leutánozzák a jeltovábbító hangokat, ingyenes távolsági hívásokat tudnak lebonyolítani. A Bell System Technical Journal egyik – később a könyvtárakból visszavont – számában részletes paramétereket közöltek a hangsávokról. A cikk hatására készítettek egy digitális jelgenerátort, egy ún. blue box-ot. Miután sikeresen működött a 40 dollárba kerülő készülék, eladásra kezdték gyártani 150 dollárért. Nagyjából 100 készüléket értékesítettek, míg egy rablásba torkolló eladás elvette a kedvüket a kétes üzlettől. Mindenesetre a két Steve megtanult együtt dolgozni és létrehozni egy új terméket, ez meghatározó lett kettejük viszonyában.

### Lázadó évek
Jobs öntörvényű, lázadó jelleme egyre erősödött, és a családi vitákban szülei többnyire engedtek az akaratos ifjúnak. 1972-ben megismerkedett egy hippi lánnyal, Chrisann Brennannal, akivel – apja tiltakozása ellenére – elvonult egy időre a Los Altos feletti hegyekbe. Később pénzszűke miatt alkalmi munkát vállalt: jelmezbe öltözve gyerekeket kellett szórakoztatnia, amit nagyon utált.

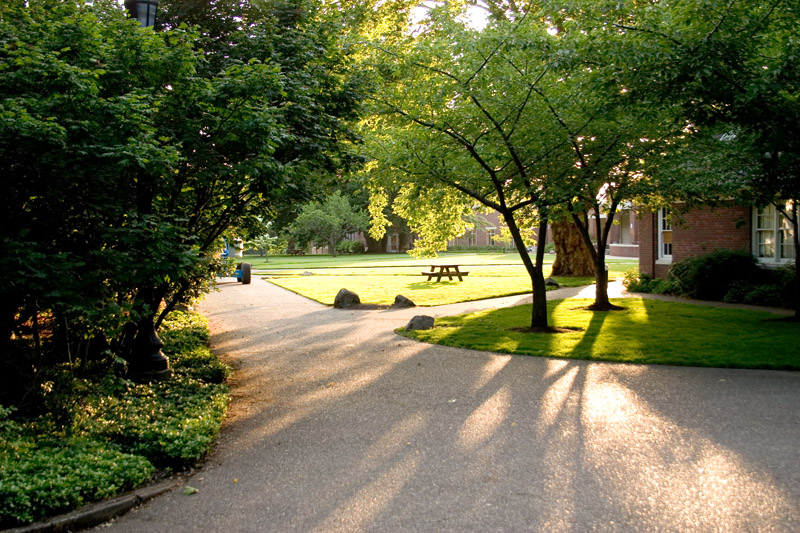
A Reed College

Amikor elérkezett a továbbtanulás ideje, és nevelőszülei – az örökbefogadási egyezség értelmében – főiskolába akarták íratni, Jobs nem akart továbbtanulni. Végül szülei nyomására beleegyezett, hogy folytatja tanulmányait, ám – mivel művészi hajlamait tartotta fontosnak – csak a portland-i Reed magánegyetemre volt hajlandó jelentkezni. Ez komoly problémát okozott, hiszen a kiemelkedően magas tandíj miatt egyértelművé vált, hogy szülei félretett pénze nem lesz elegendő az iskola befejezéséig. Azonban Jobs ismét sikeresen érvényesítette akaratát, így 1972-ben bejutott az általa választott intézménybe.
Ekkoriban egyre nagyobb hatással van rá a hippi- és a spirituális kultúra, megismerkedik a Zen buddhizmussal és a vegetarianizmussal is. Az újonnan megismert eszméket nagy lelkesedéssel és intenzitással gyakorolta, és alternatív táplálkozási módszerekkel kísérletezett. Egy iskolatársa és barátja, Robert Friedland visszaemlékezései szerint ekkorra Jobs kifejlesztette azon képességét, hogy pislogás nélkül, meredten bámult beszélgető partnere szemébe, amivel kényelmetlen helyzetbe hozta. Később ezt a módszert alkalmazta tárgyalásai során is. Friedland egy közeli almafarmot igazgatott, ahova Jobs is gyakran kijárt a társaival.
Hamarosan bűntudata lett a magas tandíj miatt, és mivel a kötelező óráit se szerette, kilépett az egyetemről, és (dékáni engedéllyel) csak néhány, általa kedvelt tantárgyat látogatott, mint például a kalligráfia. Spártai életet élt: mezítláb járt, alkalmi munkából tartotta el magát, és aktívan LSD-t is használt.

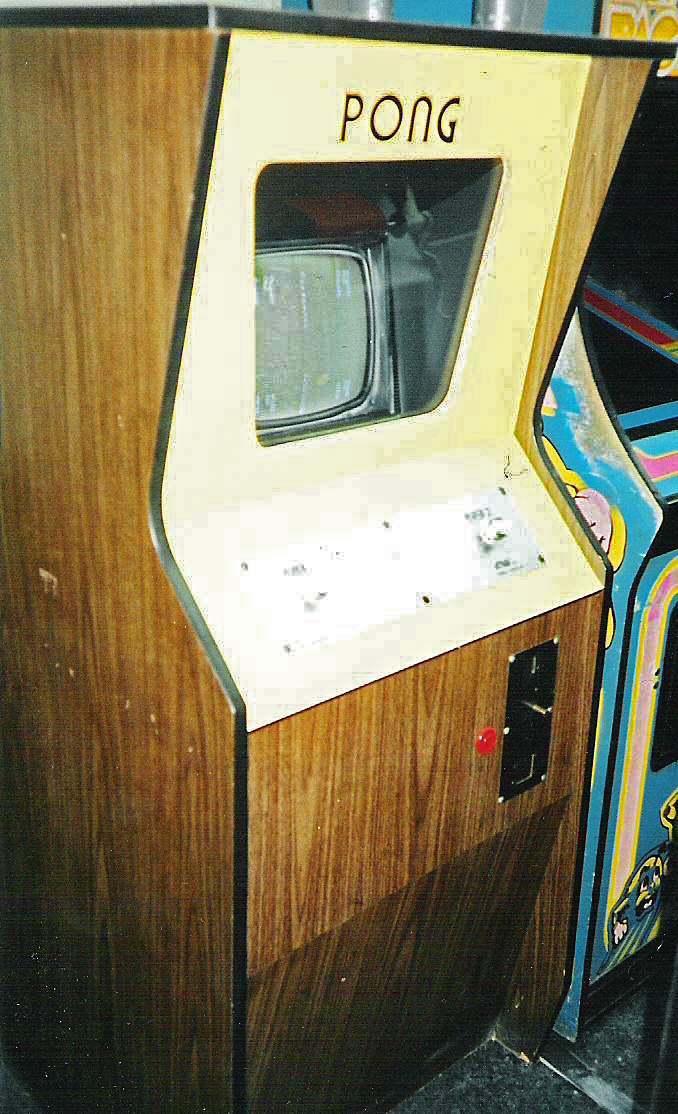
A Pong videójáték

1974-ben visszaköltözött a szüleihez és munkát keresett. Az akkoriban népszerű Atari céghez jelentkezett, és ijesztő hippi kinézete ellenére felvették. Így Jobs a cég első 50 alkalmazottjának egyike lett, mint technikus, 5 dolláros órabérért. Komoly problémát okozott Jobs ama vélekedése, hogy különleges táplálkozása és diétája miatt nem lesz testszaga, ezért elhanyagolta a személyes higiéniát. Az ápolatlansága munkatársaiból tiltakozást váltott ki, így éjszakai műszakba helyezték át. A cégnél barátkozott össze Ronald Wayne-nel, aki másodállásban saját vállalkozással is próbálkozott.
A Reeden szerzett spirituális ismeretek és ismerősök hatására úgy döntött, Indiába utazik, hogy rátaláljon spirituális útjára. A hosszú utazás kivitelezéséhez pénzre volt szüksége, így elvállalta, hogy az indiai út előtt az Atari müncheni gyárába megy egy műszaki hibát megoldani. A német szakemberekben komoly megrökönyödést keltett a kellemetlen modorú, ápolatlan hippi, de a hibát Jobs sikeresen megoldotta. Indiába érkezése után nem sokkal vérhast kapott a fertőzött víztől, de kitartott az útja mellett. A hét hónapos utazás alatt nem találta meg, amit keresett, így visszatért Amerikába, de az utazást hasznosnak tartotta. Visszatérése után aktívan foglalkozott a buddhizmussal.
1975-ben Jobs visszatér az Atarihoz. Nem sokkal később megbízást kapott a cégtől, hogy készítse el a „Pong” nevű sikeres videójáték új verzióját, lehetőleg minél kevesebb chippel. Az ajánlat szerint, ha sikerül az integrált áramkörök számát csökkenteni, akkor prémiumot kap. Jobs átadta a feladatot a HP-nál dolgozó barátjának, Wozniaknak a munkadíj feléért, aki nagy izgalommal vetette magát a munkába. Wozniak mindössze négy nap alatt elkészítette az új verziót, ami „Breakout” (jelentése: „áttörés”) néven vált nagy sikerű játékká. Jobs kifizette a munkadíj felét Wozniaknak, de a chipért járó bónuszt megtartotta magának.
Utólag Jobs azt állította, nem emlékszik arra, hogy nem adta volna át a teljes összeg felét. Jobs számára körvonalazódik, hogy szeretne egy saját vállalkozást. Ötleteivel Ronald Wayne-t kereste meg mint esetleges társat, akinek már több vállalkozása volt. Azonban Wayne – számos korábbi rossz tapasztalat miatt – tartózkodó volt, és lebeszélte a tervekről Jobst.
Ekkoriban már egy rétegkultúra kezdett érdeklődni a számítástechnika iránt, rajongói körben lassan megindult az általános érdeklődés a hobbielektronika iránt az „otthoni” számítógépek terén. Az 1970-es évek elején ez azt jelentette, hogy a tulajdonosnak magának kellett összeszerelnie a számítógépét. 1975. március 5-én – az igények hatására – megalakult a Homebrew Computer Club (kb. „házikészítésűszámítógép-klub”), aminek első találkozójára Wozniak is ellátogatott. Wozniak később úgy említi, hogy a találkozó „életem egyik legfontosabb éjszakája volt”. A tapasztalatcserének köszönhetően kezdett körvonalazódni benne az Apple I ötlete.
Wozniak a munkahelyén, a HP-nál dolgozott a saját tervezésű gépén, ami egységbe foglalja a számítógépet, monitort és a billentyűzetet. A vezérlőprogramot is maga írja, és néhány hónapos munka után, 1975. június 29-én elérte a célt. A klaviatúrán megnyomott betű – a számítástechnika történetében elsőként – megjelent a hozzá csatlakoztatott képernyőn. Amikor Jobs értesült a sikerről, nagyon izgatott lett, és segített a nehezen hozzáférhető alkatrészek beszerzésében, amik a fejlesztéshez mindenképpen szükségesek voltak. Jobs ezután elkísérte Wozniakot a Homebrew Computer Club-ba, és ott bemutatták a készüléket. Wozniak szándéka – és a klub szelleme – szerint ingyen rendelkezésre bocsátaná a terveit a tagoknak, de Jobs ellenezte az ötletet. Meggyőzte Wozniakot, hogy inkább gyártsanak le néhány nyomtatott áramkört, és kezdjék azokat árusítani, mindezt úgy, hogy – teljesítve régi álmát – alapítsanak önálló céget.

### Az Apple (1976–1985)

#### AzApple Computercég megalapítása
A cégalapításhoz elkezdték összeszedni a pénzt. Jobs a kocsiját, Wozniak a számológépét adta el, így 1300 dollár tőkére tettek szert. Jobs minél előbb szerette volna a cégalapítást véghez vinni, így gyors döntés született a cégnévről. Szándékuk szerint olyan elnevezésre van szükség, ami vicces, meghökkentő, de barátságos is egyben, vagyis nem túl technikai. Hirtelen ötlettől vezérelve az Apple (=alma) Computer név mellett döntöttek. Praktikus érv volt még a szokatlan név mellett, hogy az „A” kezdőbetűnek köszönhetően előre kerülnek a szaknévsorokban.
Wozniak nem akarta feladni állását a HP-nál, de ez nem is volt lényeges. Mivel Jobs úgy gondolta, hogy szükségük lenne még egy tapasztalt társra, aki mellesleg segít elkerülni a döntési patthelyzeteket, felkérte Atari-s munkatársát, Ronald Wayne-t, hogy csatlakozzon. Wayne segített rávenni Wozniak-ot, hogy az új gép tulajdonjoga az Apple cégé legyen, de ez előtt volt még egy utolsó akadály. Wozniak becsülete úgy diktálta, hogy mivel a gépet a HP-nál fejlesztette, így nekik ajánlja fel elsőnek, de a HP-t nem érdekelte az „amatőr” termék. Így 1976. április 1-jén mindhárman aláírták az alapító okiratokat. Wayne azonban 11 nap múlva – a korábbi vállalkozói rossz tapasztalata miatt – aggódni kezdett és kilépett a cégtől. Wayne élete később úgy alakult, hogy 2010-ben már csak szociális segélyen élt, pedig ekkorra a 10%-os részesedésének az értéke nagyjából 2,6 milliárd dollárt ért volna.

#### Apple I

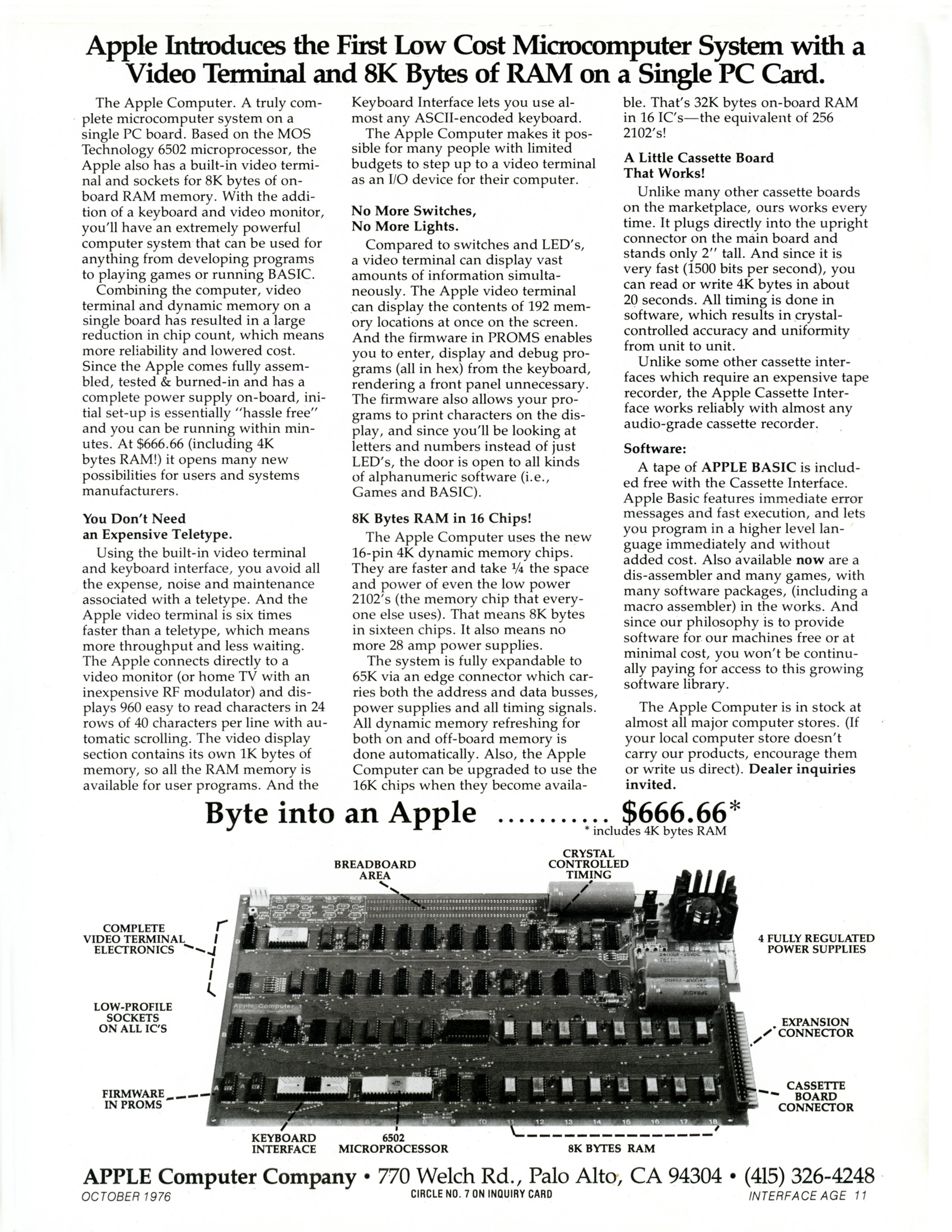
Apple I hirdetés egy 1976-os Interface Age magazinban

Elsőnek a Homebrew Computer Club-ban próbálták értékesíteni a Wozniak tervezte nyomtatott áramköri lapokat, de lanyha volt az érdeklődés. Végül Paul Terrell figyelmét felkeltették, aki 1975-ben számítógép boltot nyitott. Feltétele annyi volt, hogy teljesen összeszerelt gépeket venne át, darabját 500 dollárért, így ő lett az Apple első viszonteladója. Jobs némi ügyeskedés után megszerezte az első rendelést képező 50 gép alkatrészét, és a garázsukban megkezdték az összeszerelést. Mivel határidőre kellett teljesíteniük, így szükség volt minden segítségre. Jobs kérésére a Reed főiskolai barátja, Daniel Kottke és barátnője, Elizabeth Holmes is besegített, és Jobs állapotos mostohatestvére, Patty is. A feladatokat felosztották, és a kész terméket a Jobs család tévékészülékén tesztelték le.
Amikor elkészültek az első készülékek, Jobs leszállította azokat Terrellnek. Ekkor még máshogy értelmezték a „teljesen összeszerelt” fogalmát, hiszen a leszállított Apple I. se tápegységgel, se monitorral, se burkolattal, de még billentyűzettel se rendelkezett, csak – az akkor megszokott felépítés szerint – a készre szerelt áramköri lap volt meg a szükséges csatlakozóhelyekkel.
A cég rövid úton nyereségessé kezdett válni. Közvetlenül is értékesítettek gépeket, 666,66 dollárért. Elmondásuk szerint nem voltak tisztában a szám sátáni jelentésével. Wozniak ekkor már tervezi az új, fejlettebb gépet, és ekkor nyeri el az első gép az „Apple I” elnevezést. Ekkoriban már számos hasonló rivális termék került piacra. Az első igazi szakmai megmérettetés az 1976-ban rendezett első „Személyi Számítógép Expó” (Personal Computer Festival), amelyen a szakma jelentős képviselői vettek részt, és a friss cég bemutatásra szánta az új gép prototípusát is. Jobs az expón látottak alapján arra a következtetésre jut, hogy habár termékük technikailag kiváló, de a megfelelő kinézet és összeállítás kulcsfontosságú a termék és ezáltal az üzlet sikerében. Ekkor születik Jobs azon elhatározása, hogy az Apple II nem csak megfelelő burkolatot kap, de a billentyűzet és a tápegység is egybe lesz építve, egyetlen egységbe. Jobs ebben az időszakban még mindig különc volt megjelenési és étkezési szokásait illetően.

#### Apple II

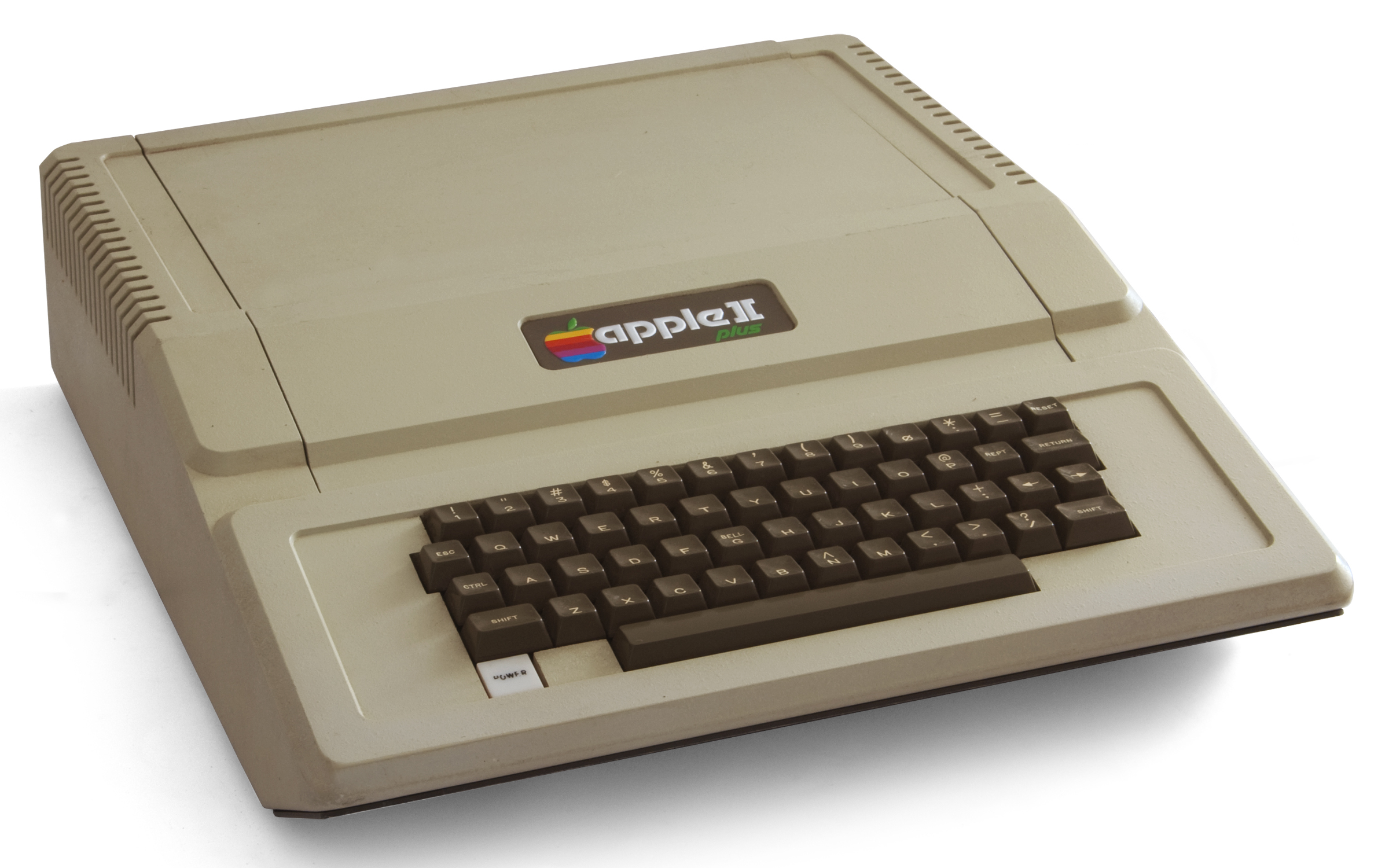
Az Apple II Plus

Az „egybeépítve”-elgondolás fontos jelentősége, hogy így a számítógép nem csak az elektronikával foglalkozó amatőröket szolgálta ki, hanem egy sokkal szélesebb vevőkörrel rendelkező piacra lépett. Azonban a tervbe vett változtatások komoly befektetést kívántak. Jobs úgy gondolta, hogy eladják a jogokat egy nagyobb cégnek. Elsőnek az Atarit keresték fel, de az ápolatlan Jobsot nem tartották partnernek. Ezután a Commodore cég tekintette meg a gépet, de ők inkább saját modell építése mellett döntöttek. Így Jobs és Wozniak kénytelen volt maga belevágni a munkálatokba.
Ekkor konfliktus pattant ki Wozniak apja és Jobs között. Francis Wozniak megvádolta, hogy kihasználja fiát, mert bár Jobs nem alkotott semmit, de mégis egyenlő arányban oszlik meg a bevétel. Jobs sírva fakadt, de Steve Wozniak kiállt mellette, mert felismerte, hogy Jobs nélkül ő az üzleti részt sose tudta volna megszervezni. Habár eddig a munka javát Wozniak végezte, az új gép megalkotásánál megmutatkozott Jobs műszaki tehetsége és szerepének fontossága. A burkolatra született ötleteket sorban elvette, mert el akart térni az akkor megszokott robusztus, szürke megoldásoktól. Végül 1500 dollárért megbízta Jerry Manockot, hogy tervezzen egy újszerű fröccsöntött házat.
A tápellátásban is új utakat keresett, mert fontosnak tartotta, hogy a gép csendes legyen és passzív hűtéssel működjön a tápegység is. Jobs figyelmébe ajánlották Rod Holtot, aki bemutatta a saját fejlesztésű lineáris tápegységét, ami később iparági szabvánnyá vált. Jobs egyre inkább zárt rendszerben gondolkodott, és a csatlakozási lehetőségeket mellőzni szerette volna, de ebben Wozniak ellenállt. Igaz, néhány rögeszméje néha már túlzás volt a társai szemében. A műanyag ház bézs színválasztékában több mint 2000 árnyalat állt rendelkezésre, de egyik se tetszett Jobsnak. A gyártósor színében is ragaszkodott a praktikusnak nem mondható fehérhez.
Ekkorra egyértelművé vált, hogy az új, fejlett modell piacra dobásához legalább 200 ezer dollárra van szükség, de a hippi kinézetű, ápolatlan és megfelelő háttért nélkülöző Jobs nem kapott hitelt a bankoktól. Ismét több próbálkozást tett, hogy részesedésért cserébe befektetőt találjon, és ha pénzt nem is, de tanácsot kapott, hogy a cégbe vegyen fel egy marketingtapasztalattal rendelkező személyt. Próbálkozásai során végül felkeltette Mike Markkula milliomos figyelmét, aki többek között az Intelnél is dolgozott korábban. Markkula nem csak tőkével rendelkezett, de tapasztalt marketinges volt, és felvázolta az Apple jövőjét, ami az átlagembernek gyárt számítógépet. Egyharmados részesedésért cserébe 250 ezer dolláros hitelgaranciát ígért, így Markkula társtulajdonos lett.
Markkula tőkéje és szaktudása segített folytatni a munkát, és egyben ő lett Jobs meghatározó mentora is az értékesítés fogásainak elsajátításában. Profi PR-csapat dolgozott az Apple II bevezetésén, és Rob Janoff megtervezte a ma már jól ismert Apple-logót. Az első termékbemutatóra 1977 áprilisában került sor, amikor megrendezték San Franciscóban az első „West Coast Computer Fair”-t (Nyugati-parti számítógépvásár). Markkula ráveszi Jobsot és Wozniakot, hogy adják fel hippi megjelenésüket, legyenek ápoltak és jól öltözöttek. A vásáron az Apple II jól szerepelt újszerű felépítésével. A gép számára az akkor még új cég, a Microsoft gyártott néhány programot, így a Multiplan nevű táblázatkezelőt.

#### A növekvő vállalat

Az Apple szivárványos logója

Az Apple II sikerének köszönhetően a vállalat fejlődött. Saját irodája és alkalmazottai lettek, azonban Jobs jelleme nem lett pozitívabb. Sokszor faragatlan és lekezelő volt a munkatársaival. A személyes higiéniával is problémái vannak, miután kellemetlen testszaga ellenére se fogadja el, hogy a vegetarianizmus mellett sem nélkülözhető a napi tisztálkodás, és így csak hetente egyszer fürdött. Egyre zsarnokabb lett, így Markkula – egyetértésben Wozniakkal – úgy döntött, hogy egy tapasztalt vezetőt hoz a céghez, aki kézben tartja a dolgokat – főleg Jobsot. Így 1977-ben Mike Scottnak felajánlották az elnöki posztot az Apple-nél. Jobs nem örült a fejleményeknek, de ugyanakkor 22 évesen, üzleti tapasztalatok híján, nem is érezte úgy, hogy a cég élére állhatna. Miután Scottnak egyik fő feladata Jobs kordában tartása volt, gyakori volt a konfliktus közöttük.
Ekkoriban Jobs – habár megtehette volna, hogy saját lakást bérel – néhány régi ismerősével vett ki egy lakást, és alkalomszerűen viszonyt folytatott régi barátnőjével, Chrisann Brennannal is. 1977-ben Brennan teherbe esett, de Jobs nem fogadta el, hogy ő az apa, hiszen feltételezése szerint a lány akkoriban több férfival is kapcsolatban volt. Viszonyuk megromlott, és Brennan elköltözött egy közös barátjuk farmjára, ahol 1978. május 17-én megszületett a lányuk.
Jobs a szülés után odautazott és segített a névválasztásban, így a kislány a Lisa Nicole Brennan nevet kapta. Habár az anya nem akarta perelni Jobsot, az állami szervek ezt automatikusan megtették. Végül apasági DNS-tesztet végeztek, ami 94,41%-os valószínűséggel Steve Jobsot állapította meg apaként. Jogilag ez elég volt az apaság megállításához, de Jobs még hosszú ideig hangoztatta: ,,nem 100 százalék" hogy ő az apa.
Jobs a per lezárulta után kissé megkomolyodott, kocsit és házat vett, valamint jobban öltözködött, de jelleme továbbra is szélsőséges maradt. A sikeres Apple II után elkezdték az Apple III fejlesztését. Jobs nemegyszer szembement a mérnökök javaslataival a design javára, ami tervezési gyengeséghez vezetett. A gépet 1980 tavaszán kezdik értékesíteni, de üzleti bukásnak bizonyul. Jobs nem sokat törődött a kudarccal, és új fejlesztésen törte a fejét. Egy ideig az érintőképernyő létrehozása is izgatja, de aztán elveti az ötletet.

#### Xerox PARC
Steve Jobs az 1970-es évek végén elveszítette érdeklődését az Apple alapgépe iránt, és valami forradalmian újat szeretett volna tervezni. A HP-tól átcsábított két tehetséges mérnököt, akik egy új gép tervezésébe fogtak, ami a Lisa elnevezést kapta. Habár Jobsot közelebbről ismerők számára egyértelmű volt, hogy az elnevezést Jobs által el nem ismert lányáról kapta, de ekkor még Jobs a tagadási szakaszban volt. Ezért utólag utasítja a marketinges csapatot, hogy találjanak ki valamilyen elnevezést, aminek a mozaikszava LISA lesz. Így a gép hivatalos hosszú megnevezése – az amúgy értelmetlen, de jól hangzó – Local Integrated System Architecture lesz. Két évtizeddel később Jobs már elismerte, hogy a gép névadója a lánya volt. LISA a tervek szerint 2000 dolláros gép lett volna, fejlettebb processzorral, mint az Apple II. Azonban Jobsot nem nyűgözte le túlságosan a születendő gép.
1979-ben a Xerox részvényeket szeretett volna venni az Apple cégben. Jobs azzal a feltétellel hagyta jóvá az egymillió dollár értékű részvénycsomag megvételét, ha a Xerox betekintést enged a fejlesztéseibe. A vezetőség ezt elfogadta, bár a Xerox mérnökei nem örültek annak, hogy csak úgy kiadják ipari titkaikat. Némi vonakodás után végül bemutatták munkájukat a mérnökök, és Steve Jobsot lenyűgözték a látottak. A Xerox által tervezett grafikus felhasználói felület (GUI) és az egér valóban forradalmi lépés volt a monoton szöveges felülethez és a bonyolult DOS parancsokhoz képest. A grafikus megjelenítés felhasználóbarát volt, az ikonok és ablakok könnyű és érthető kezelést tettek lehetővé. Később így emlékezett vissza erre a pillanatra: „Mintha egy hályog hullott volna le a szememről. Megláttam, hogy csakis ez lehet a számítástechnika jövője.”
Az új Apple gépek fejlesztési irányát ezután a GUI és az egér határozta meg. Még fontosabb szempont lett a hardver teljesítménye, ami a grafika kezeléshez volt szükséges. Jobs egyre jobban belefolyt a LISA fejlesztésébe úgy, hogy a tényleges vezetőmérnököt, John Couch-ot megkerülte. Ez újra vitákhoz és feszültséghez vezetett, és félő volt, hogy megismétlődik az Apple III kudarca. Mivel a sikertelen előd miatt nagy szükség volt az új gépre, Markkula és Scott meghozták a kényes döntést, és 1980 szeptemberében Jobstól megvonták az irányítási jogköröket. Valamint megerősítették Couch helyét a LISA fejlesztési csapatának élén.

#### Hirtelen jött gazdagság
1980. december 12-én nagy érdeklődés közepette tőzsdére kerültek az Apple-részvények, és kiderült: Jobs részesedése ekkor már 256 millió dollárt ért. Jobs azonban a hirtelen jött gazdagság ellenére is mértéket tartott. Másik lakást vett és drágább autót, de nem vett fel új hóbortokat és szokásokat, mint egyes kollégái. A design iránti eltökéltsége miatt nehezen választotta ki a lakberendezési tárgyakat, így lakásának felszereltsége meglehetősen spártai maradt. Az alapvető bútorok is hiányoztak, amit több éven keresztül is nehézkesen pótolt. Mindemellett gazdagsága nagyobb ismertséget is szerzett neki. Újságokban szerepelt és előadásokat tartott. Rövid időre létrehozott egy jótékonysági alapítványt, de hamar felhagyott vele. Szüleinek 750 ezer dollár értékű részvényt adott, akik szintén alig változtattak szerény életvitelükön.

#### Macintosh a LISA ellen

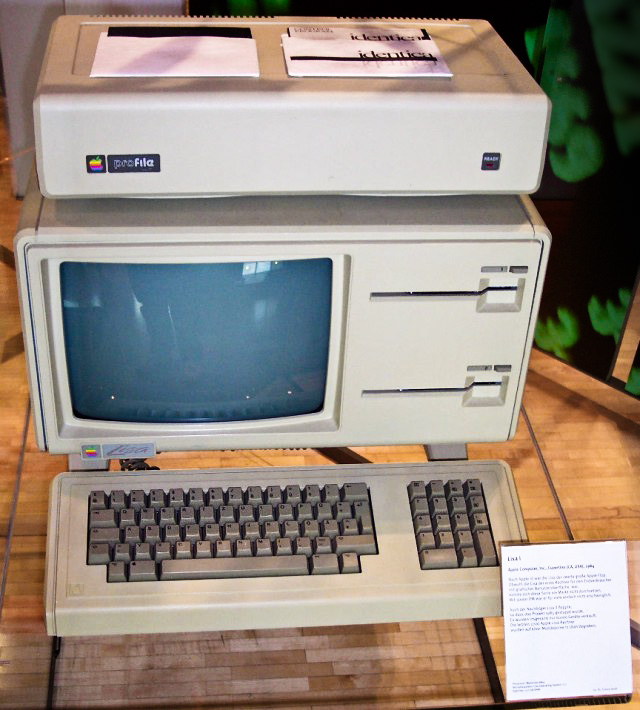
Az Apple LISA

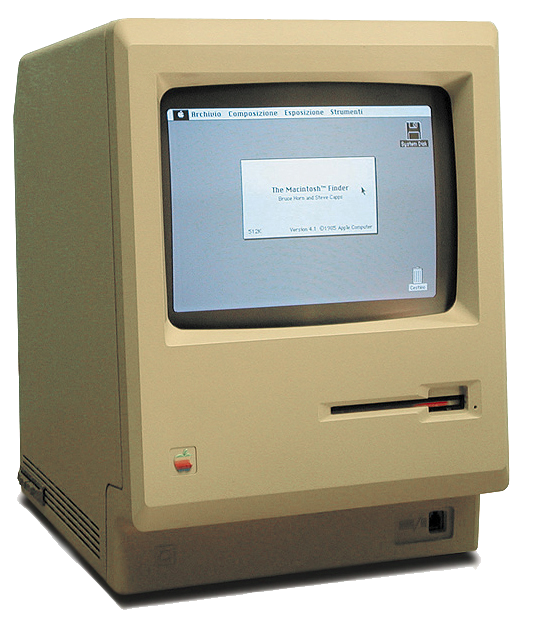
Az Apple Macintosh 128k

1979-ben az Apple-nél dolgozó Jef Raskin engedélyt kért és elindított egy új, olcsó személyi számítógép tervezési projektet. A gépet kedvenc almafajtájáról Macintosh-nak nevezte el. Kezdetben jelentéktelen projekt volt, amelyet többször le akartak állítani. Miután Jobs kiszorult a LISA fejlesztéséből, a Macintosh tervezésével kezdett foglalkozni – Raskin legnagyobb rémületére, akivel a szakmai konfliktus kirobbanása csak idő kérdése volt. Az első nézeteltérés alapja az volt, hogy Raskin ragaszkodott az olcsó géphez, ezzel szemben Jobsot nem érdekelte az ár, csak az, hogy „nagyszerű” gép legyen.
Végül 1981-re egyértelművé vált, hogy a két vezető nem tud együtt dolgozni az új gép tervezésén, így ismét a vállalat elnökének, Mike Scottnak kellett döntést hoznia. Ezúttal viszont – mint egy békéltető gesztusként a Lisa körüli események miatt – Jobs kapta meg az irányítást a jelentéktelen projekten. Raskin előbb kényszerszabadságra ment, később pedig a cégtől is távozott. Jobs ezután megkezdte a munka átszervezését. Nem olcsó gépet akart tervezni, hanem olyat, amivel elégtételt vehet a LISA-val kapcsolatos sérelmeiért. Kísérletet tett arra, hogy Raskin nyomát eltüntetve a projektből, átnevezi a gépet „Bicycle”-re, de a fejlesztőcsapat ellenállt az ötletnek, így idővel elhalt az átnevezési kezdeményezés. Néhány hét múlva a Jobsot kordában tartó Mike Scottot eltávolították a cégvezetésből, mert több vezető bizalmát is elveszítette. Pozícióját ideiglenesen Mike Markkula vette át.
Jobs terve az volt, hogy alig egy év alatt, 1982-re elkészítik a Macintosh-t. Ez egyáltalán nem volt reális cél, de Jobs akaratos és karizmatikus kisugárzása megmutatkozott a munkavezetésben. Lelkesedését képes volt az egész csoportra kiterjeszteni, és olyan célokat kijelölni, amelyek kivitelezése nem lehetséges. Ez a meggyőzőképesség néha működött, és az alkalmazottak képességük felett teljesítettek, de más esetekben a fizikai korlátokat nem győzte le a lázas lelkesedés. Ilyenkor sokszor Jobs az előzetes figyelmeztetések ellenére sem ismerte el tévedését. A fejlesztőcsapat javaslataival kapcsolatban is változatos álláspontot képviselt. Az egyik pillanatban lelkesedett, máskor lesújtó véleménnyel volt egy új fejlesztésről, de egy hét múlva aztán mint saját ötletet vezette elő a leszólt elképzelést. Jobsszal együtt dolgozni igazi érzelmi hullámvasút volt a munkatársak számára. Jobs egy kitűnő terméket akart létrehozni, és művészként tekintett magára. Ez nagy nyomás volt mindenki számára, de tagadhatatlan, hogy sok kreatív ötlethez is vezetett. Az alkalmazottak sokszor egyszerre érezték tehernek és megtisztelőnek a Steve Jobsszal való munkát.
Mivel akadozott az alapvető programok „házon belüli” elkészítése, ezért a Microsoft BASIC-et alkalmazták, valamint Jobs felkérte Bill Gates-et, hogy készítsen a Macintoshra táblázatkezelőt és szövegszerkesztőt is. Ez lett az Excel és a Word. A fejlesztéshez a GUI-t használó LISA-t mutatták meg Gates csapatának, mert a Macintoshból nem volt még működő prototípus.
Jobs célja megalkotni a barátságos, letisztult formát, ami keveredik a buddhista egyszerűséggel és a nyugati modern ipari formatervezéssel. Hosszú időt töltött a csapat a burkolat tervezésével, amelynek aktuális változatairól gipszmakettek készültek. Jobs ténylegesen nem programozott, nem fejlesztett hardvert és nem készített formaterveket, de folyamatos ötleteivel és kritikáival irányt mutatott a tervezésben. Mivel a bitképes operációs rendszer bármilyen betűformát lehetővé tesz, Jobs hasznosította a Reedben szerzett kalligráfiai ismereteit és tipográfiaszeretetét. Az új rendszerhez több igényes betűtípust is terveztetett a philadelphiai Susan Kare-rel, aki a lakóhelyén működő helyi érdekeltségű vasútvonal állomásneveiről nevezte el a betűkészleteket (Overbrook, Merion, Rosemont stb.), majd Jobs javaslatára világvárosok neveit is felhasználták. Habár a cégnél sokan jelentéktelen részletnek tartották a jól megtervezett tipográfiát, idővel mégis fontos tényezőnek bizonyult.
A lézernyomtató megjelenésével népszerűvé vált a szövegszerkesztés az átlagemberek számára is, akik – köszönhetően a Jobs kezdeményezte betűkészleteknek – igényes munkát tudtak létrehozni. Jobs figyelme mindenre kiterjedt a felhasználhatóság és a design területén. Például hosszan tépelődött a fejléc mintázatán és árnyalásán. Több művész és formatervező is bedolgozott Jobsnak – mint Hartmut Esslinger vagy Terry Oyama –, hogy a maximumot hozza ki a LISA-val szemben. Azonban kritizálták is, hogy például időt, pénzt nem sajnálva arra törekedett, hogy a nyomtatott áramkörök esztétikusak legyenek a gépen belül, de ugyanakkor az elektronika minőségével már nem volt mindig ilyen igényes. A különböző fejlesztéseket olyannyira nem hangolták össze, hogy a LISA, a Macintosh és a még futó Apple II nem volt kompatibilis egymással.
1983-ban dobták piacra a LISA-t. Mint a cég egyik reklámarca, Jobs tartotta a sajtóbemutatót. Habár a marketingvezető megtiltotta, hogy a promóció alatt a Macintosh-ról beszéljen, Jobs nem állhatta meg, és bejelentette a cégen belüli riválist. A LISA végül nem lett sikeres. Nagy cégeknek szánt, drága gép volt, de nem volt iránta komoly érdeklődés, így két éven belül le is állt a gyártása. Az új helyzetben Macintosh lett tehát a cég legfontosabb fejlesztése. Időközben az is nyilvánvalóvá lett, hogy az új gép megjelenése késni fog a folyamatos újratervezések miatt.

#### John Sculley korszak kezdete
Mike Scott cégtől való távozása után Mike Markkula látta el az elnöki posztot. Azonban igazából teher volt számára a nagy felelősséggel járó beosztás, úgy is, mint főrészvényesnek. Steve Jobs is inkább szeretett volna foglalkozni a Mac-fejlesztéssel, mint a vállalat igazgatásával. Ezért úgy döntöttek, hogy külsős elnököt választanak ismét, és mivel az Apple marketingben gyengébb volt, így e területen tapasztalt és ismert személyt kerestek. Jobs ezúttal aktívan részt vett a kiválasztásban, hogy elkerülhesse a Scott-tal hasonló állandó konfliktusokat a jövőben. Az egyik legjobb szakembernek akkoriban a PepsiCo alkalmazásában álló John Sculleyt találták. Miután Jobs megismerte, rögtön rokonszenvezett vele, azonban – mivel Sculley már komoly pozícióban volt – nem volt könnyű feladat átcsábítani az Apple-hez, de Jobs több megbeszélés után végül megszerettette vele a feladatot, és rávette a váltásra.
Így 1983-ban 500 ezer dolláros fizetésért és ugyanennyi prémiumért Sculley lett az Apple új elnöke.
Ekkoriban kezdett kiéleződni az Apple és az IBM közötti konkurenciaharc. 1982-ben még 279 ezer Apple II-t értékesítettek, szemben a 240 ezer IBM PC-vel, 1983-ban viszont a 420 ezer Apple II-re 1,3 millió PC jutott már, a piaci részesedés 26%-a. Égetően szükség volt az új gépre, miután az Apple III és a Lisa megbukott a piacon. Ez azzal is járt, hogy Jobs fő ellensége az IBM lett, amely cége filozófiáját is lenézte. Ekkor egy újabb kellemetlenség történt. A Microsoft 1983 novemberében bejelentette, hogy elkészítik a cég új, egér által vezérelt grafikus felhasználói felületre (GUI) épülő operációs rendszerét, ami IBM PC-n fog futni. Nyilvánvaló volt, hogy az Apple-lel való közös munka is ösztönzőleg hatott a Microsoft új fejlesztésére, de Jobs tehetetlen volt, hiszen a GUI nem az Apple, hanem a Xerox találmánya volt. Mindemellett az Apple lehetőségeit az is csökkentette, hogy részben függött a Microsoft két fő termékétől, a Word-től és az Excel-től. Jobs élete végéig indulatosan gondolt vissza erre a történetre.
A többszörös késéssel kifejlesztett Macintosh befejezését 1984-re tűzték ki, de úgy tűnt, hogy ez is nehezen tartható határidő. A termékmarketing bevezetésének legjelentősebb pontja az azóta reklámtörténeti „1984” lett. A reklám elkészítését Steve Jobs felügyelte, ám ez az igazgatótanácsnak nem tetszett. Végül túl késő volt visszakozni, így 1984. január 22-én mégis bemutatták a Super Bowl alatt, mindössze egyszer. A reklámot ekkor 96 millió ember látta és a siker elsöprő volt. Jobs így január 24-én megtartotta első – a később védjegyének számító – termékbemutatóját. Az Apple ezután némi előnyre tett szert, mert a Microsoft a maga operációs rendszerével csak késve, 1985-ben jelent meg, és ekkor is minőségben alulteljesített az Apple operációs rendszerével szemben.

#### Jobs 1985-ös távozása az Apple-től

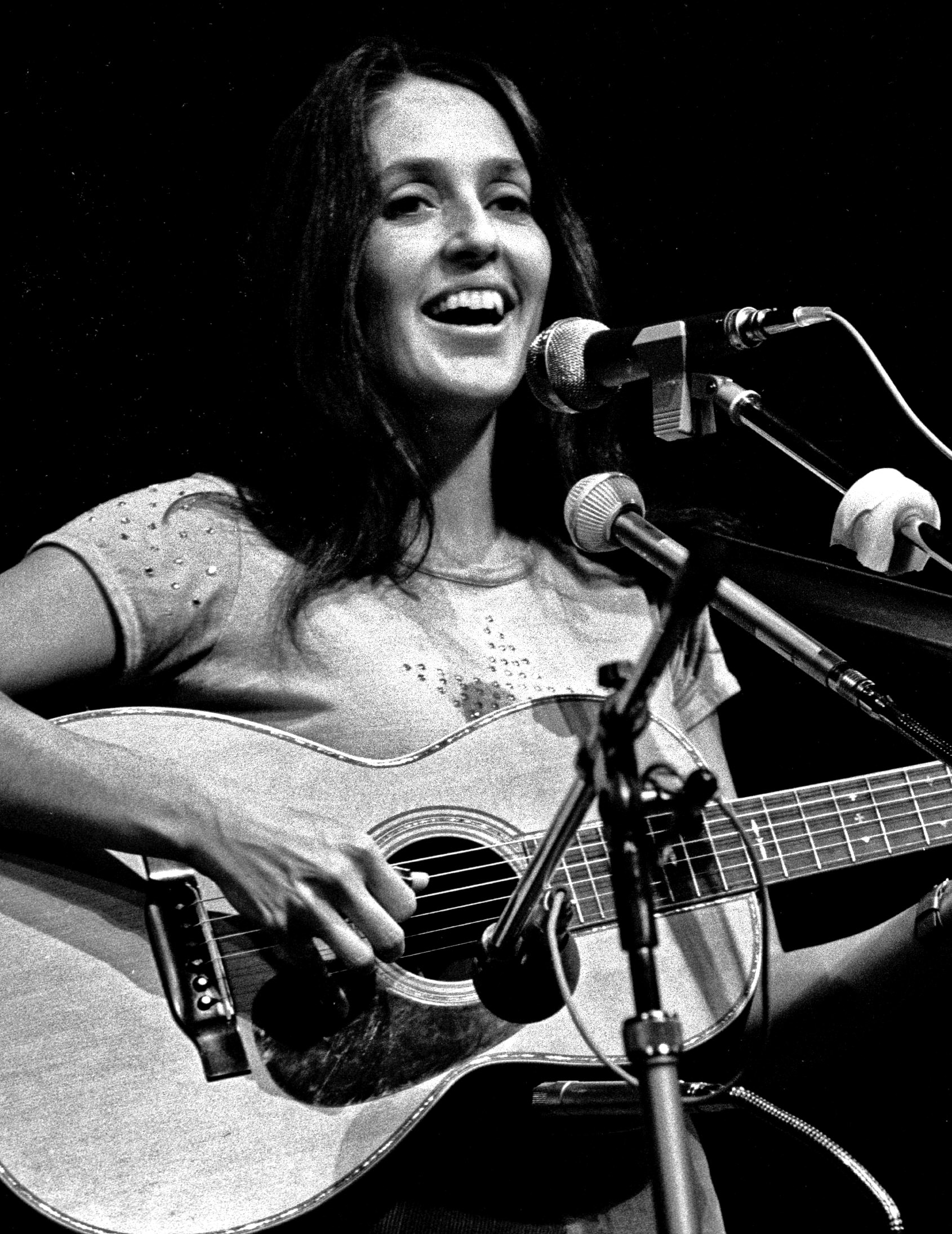
Joan Baez 1973-ban

Az erős marketingnek köszönhetően a Macintosh keresett gép lett, ezért Jobs a csúcson volt, és egyre ismertebb lett. Társadalmi rendezvényeken olyan művész hírességekkel került kapcsolatba, mint például Yoko Ono, Andy Warhol, Keith Haring vagy Mick Jagger. Ebben az időszakban a párja is egy híresség, Joan Baez lett, akivel 1982-ben találkoztak először, és kapcsolatuk három éven át tartott. Kapcsolatuk komolyságát mutatja, hogy Jobs még a készülő Macintosh-t is megmutatta Baeznek, ami példa nélküli volt a titokmániás Jobs esetében.
Az Apple-nél is erősödött a pozíciója. John Sculley összevonta a Macintosh és a LISA részleget, és ennek Jobs lett a vezetője. Jobs, aki mindig is ellenszenvvel viselkedett a LISA csapat iránt, megtizedelte a szakemberállományt, és több – amúgy jó – szakembert eltávolított a cégtől. Jobs viselkedése továbbra is problémás volt, sokszor volt lekezelő és diktatórikus, de Sculley és Jobs többször kölcsönös és nyílt tanúbizonyságot tettek igaz barátságukról, amely viszont egyesek szerint már-már bizarrnak hatott egyes szituációkban. A cégnél többen elégedetlenek voltak Jobs megnövekedett hatalmával. Több problémás döntést hozott, mint például amikor elrendelte – a figyelmeztetések ellenére –, hogy az Apple színeire fessenek át egy gyártósort, de a precíziós eszköz ettől elromlott. Jobs mégis egyre jobban úgy viselkedett, mint akire nem vonatkoznak szabályok. Európában például amikor végigjárta a cég leányvállalatait, több (külsős és belsős) fontos pozíciót betöltő személlyel került konfliktusba.
A bajt tetézte, hogy 1984 második felére kiderült: a Macintosh-sal komoly tervezési problémák vannak. Mivel Jobs olcsó, de nagyszerű gépet akart, a GUI vezérléséhez túl kevésnek bizonyult a memória. Szintén az árképzés eredménye volt a hiányzó belső adattároló, ami kedvezőtlen lett a napi használatához. Ráadásul a zen jegyében a ventilátor is kimaradt a gépből, a passzív hűtés viszont nem bírta a terhelést. A kedvezőtlen eladásokat a marketingfogások se tudták megmenteni.
1985-re különböző okok miatt több meghatározó vezető mérnök is távozott a cégtől, köztük az alapító társ Steve Wozniak is, akinek elmondása szerint a cég irányítása már 5 éve tévúton járt. Nem sokkal ezután Jobsot és Wozniakot Ronald Reagan kitüntetette a National Medal of Technology érdemrenddel. Wozniak egy ideig még részmunkaidőben képviselte ugyan a cég arculatát, de Jobs neheztelt társára a döntése miatt, és ezt éreztette is vele.
Jobs vezetővé választása, Sculley pénzügy-orientált szemlélete és műszaki gyakorlatlansága idővel belső feszültségekhez vezetett. Jobs egyre több konfliktusba keveredett nehéz természete miatt a cégen belül, ezért többen kérték Sculley-től Jobs megrendszabályozását. Jobs ekkoriban ismét új technológiák iránt érdeklődött, és felvázolta tervét egy különálló, de az Apple-höz tartozó fejlesztési részlegről. Az Apple vezetősége támogatta az ötletet, hiszen így távol tartanák Jobsot a kritikus részlegektől, de végül Jobs nem akart távozni a sikertelen Macintosh részleg éléről sem. A kialakult helyzetet megelégelve végül Sculley – élve a hatáskörével – leváltotta Jobsot a Mac részleg éléről, ami után kettejük amúgy is feszült viszonya elmérgesedett.
Utódja a Mac divízión a francia Jean-Louis Gassée lett. A fő befektetőkből álló igazgatótanács támogatta Sculley döntését, és Jobs időt kért az átállásra. Jobs azonban, mivel nem akart távozni a Mac éléről, kísérletet tett – teljesen esélytelenül – Sculley leváltására. Jobs ekkor kétségbe esett, és hol dühösen kiabált, hol pedig sírva fakadt, miközben – ismét sikertelenül – szövetségeseket keresett, hogy átvehesse a cég irányítását. Úgy érezte, hogy a barátai elárulták. Ezek után bár Jobs továbbra is a cég arca maradt a külvilág felé, de a cégen belüli befolyása erősen lecsökkent. Habár a cégvezetés elfordult tőle, számos szakember szimpatizált vele a régi alkalmazottak közül.

### Vér szerinti családi kapcsolatok
Jobs először az 1980-as évek elején kísérelte meg felkutatni vér szerinti szüleit, de a megbízott magánnyomozónak nem sikerült eredményeket elérnie. Ezután Jobs az anyakönyvi kivonatán szereplő orvost kutatta fel információért, de ő azt állította, már nincsenek meg a dokumentumok, mert elégtek egy tűzvészben. Azonban ez nem volt igaz. Feltételezhetően a törvényi titoktartás védelmében nem akart Jobs számára információt kiadni. Mindenesetre megírt egy levelet a kért adatokkal, azzal, hogy csak halála után küldjék el azt Steve Jobsnak. Az orvos hamarosan meghalt, így Jobs végre megtudta, hogy kik az igazi szülei.
Habár a kis Jobs adoptálása után a szülők mégis összeházasodtak, öt év után válással végződött a kapcsolatuk. Ez idő alatt született egy lányuk, akit Monának hívtak. Jobs 1986-ban vette fel először a kapcsolatot szülőanyjával és testvérével. Mona addigra sikeres író lett, és Jobs jó kapcsolatot épített ki vele is, akárcsak anyjukkal. Mona felkutatta apjukat is, de Jobs őt már nem akarta megismerni. Sosem látott apjára azért neheztelt, mert elhagyta húgát, noha Jobs is korábban hasonlóképpen hagyta el saját lányát. Mona találkozott is az apjával, de Jobs kérésére nem árulta el neki, ki és mi lett a fiából. Eme találkozó után kiderült, hogy a vendéglátóiparban dolgozó apjuk korábban már találkozott az üzletember Jobsszal – éttermi vendégeként. Habár apja végül évek múlva tudomást szerzett Jobsról, soha többet nem találkoztak.
Jobs a lányával, Lisával 1986 körül kezdett szorosabb apa-lánya kapcsolatot kiépíteni, de az egymáshoz való viszonyuk elég hullámzó volt.

### NeXT, a következő lépés (1985–1996)

#### A NeXT megalapítása
1985 augusztusában Paul Berg Nobel-díjas biokémikussal való beszélgetés közben megtudta, hogy az egyetemi kutatólaboroknak szükségük lenne az intézmények számára egy megfizethető, de megfelelő teljesítményű számítógépre, amilyen akkoriban még nem volt kapható. Jobs technikai és kreatív kihívásnak tekintette a problémát, amivel szívesen foglalkozna. A megoldást egy új, saját cégben látta, nem pedig az Apple-nél, ahol idegen terület volt a tudományos számítógép fejlesztés. Korábban Jobs már próbálkozott ugyanilyen gép tervezésével a cégnél „Big Mac” projektnév alatt, de Jobs leváltása után Gassée leállította a tervezést. Jobs felvette a kapcsolatot több, – vele még jó kapcsolatban lévő munkatársával és számos külsős szakemberrel, és titokban szervezni kezdték az új céget. Hosszú kihagyás után aztán szeptember 13-án Jobs bejelentette, hogy részt szeretne venni a cég egy igazgatósági ülésén, ahol aztán előterjesztette új cég alapítási szándékát. Biztosította az Apple-t, hogy nem konkurens terméket fognak gyártani és hogy olyan munkatársakat visz csak el, akik nem kulcspozícióban vannak, vagy amúgy is készültek a távozásra. Azonban a nevek ismertetése után viták alakultak ki. A reakciók ellentmondásosak voltak. Többen örültek, hogy megszabadulnak Jobstól, ők támogatásukat fejezték ki, és felajánlották, hogy Jobs új cégében részesedést vásárolna az Apple, valamint a korábbi névleges elnöki pozícióját is megtarthatná, amiről Jobs pedig le akart mondani. Mások viszont – és később ezek kerültek túlsúlyba – aggódtak az átpártolt szakemberek és az új cég potenciális konkurencialehetősége miatt. A pénzügyi szektor viszont egyértelműen pozitívan fogadta Jobs távozását, és a hírre az Apple részvények értéke is 7%-kal emelkedett. Az Apple perrel fenyegetőzött, így Jobs – kezdetben békésnek tűnő – távozása elmérgesedett. Jobs indulatában el is adta az összes Apple-részvényét egy kivételével, ami a közgyűlések látogatását továbbra is lehetővé tette számára. 1986-ban mégis sikerült peren kívül megegyezniük a feleknek, ezek szerint Jobs több kötelezettséget is vállalt az új termékével kapcsolatban, de emiatt nem kellett lényegesen módosítania eredeti elképzelését.

#### A kocka ereje

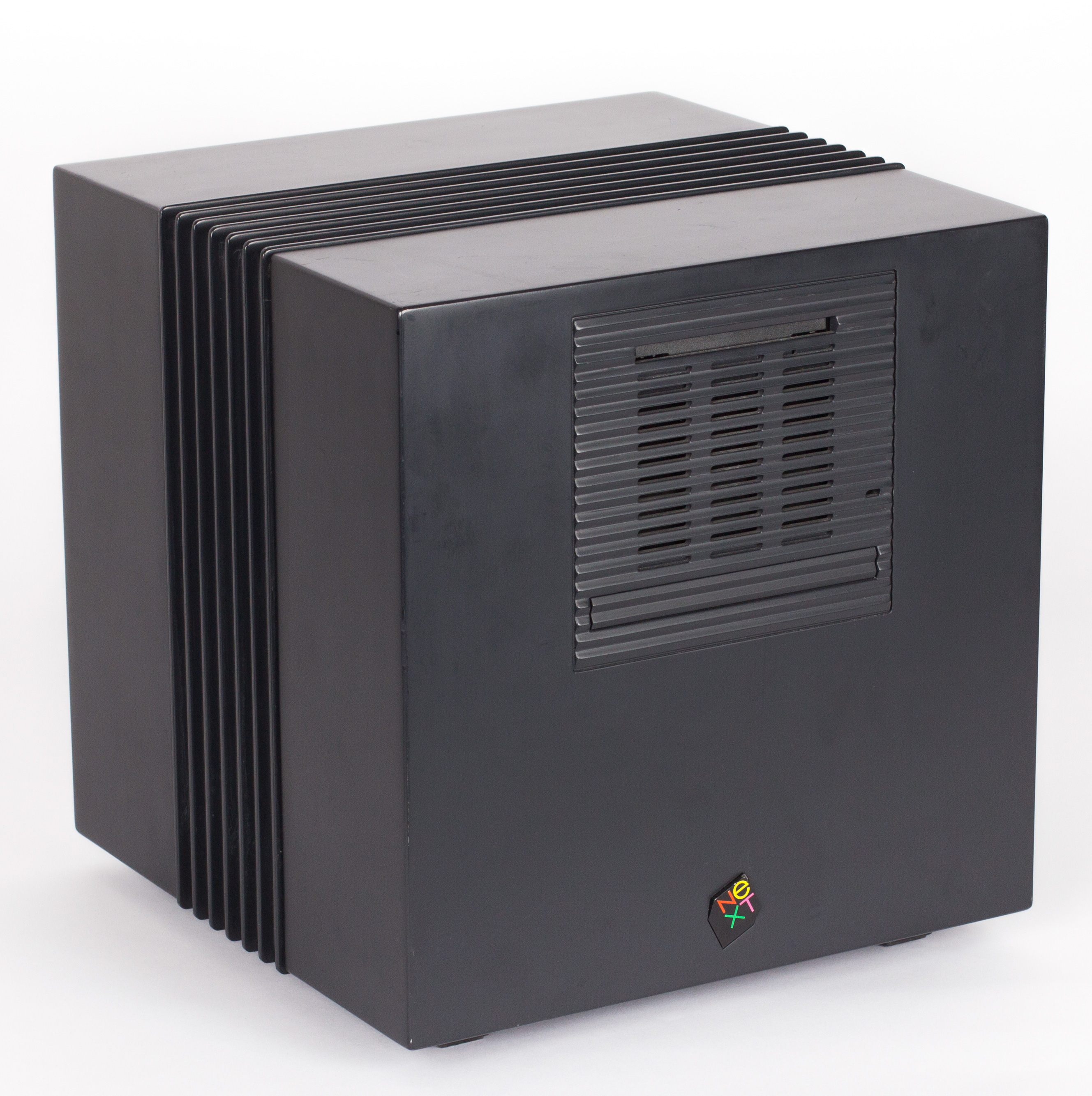
NeXTcube

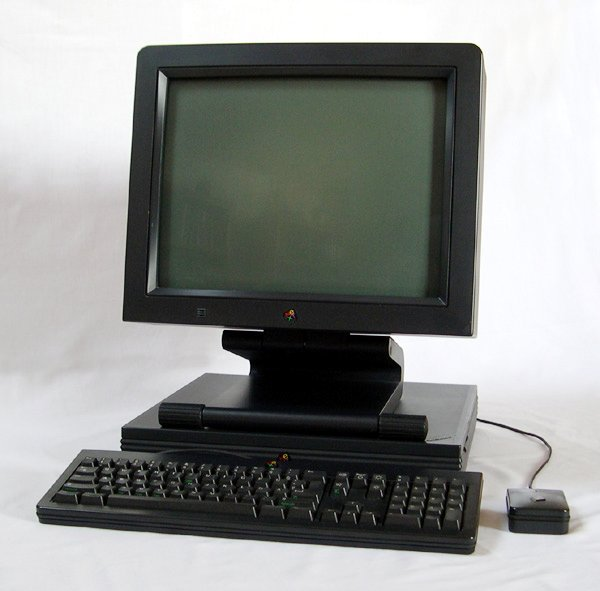
NeXTstation

Jobs az új cégben szabadon kiélhette tervezési hajlamait. Már az elején elhatározta, hogy az új számítógép csakis az általa nagyon kedvelt kocka formájú lehet. A NEXT cég arculatának megtervezésére a szakmában elismert Paul Randet kérte fel, aki (100 ezer dollárért) megalkotta a "NeXT" szöveg felépítést egy kockába rendezve, mint az új cég logóját.
A számítógép tervezésekor a tökéletes kocka forma számos nehézséget jelentett. Nem csupán a burok elkészítése volt költséges, hanem az előre meghatározott formába az alkatrészek beillesztése és áttervezése komoly problémákat jelentett. Ismét a dizájnhoz igazodott a technika, ami a magas tervezési költség mellett számos tervezési bravúrt eredményezett. Azonban Jobs maximalizmusa ezúttal is nem csupán a hardverre terjedt ki, hanem a tartalomra is. Az egyetemeknek szánt gép a szakmai programok mellett tervei szerint rendelkezni fog szinonima- és értelmezőszótárral, idézetgyűjteménnyel, valamint Shakespeare összes művével is. Azonban Jobs számos korábbi hibáját is elkövette az új gép megalkotásánál (pl. precíziós gyártósor átfestését) így ez újabb késéshez és a költségek növekedéséhez vezetett, ami viszont a rendelkezésre álló korlátozott költségkeret kimerítésének veszélyét is jelentette. 1986 végére egyértelművé vált, hogy további tőkére lesz szükségük. Jobs megpróbált pénzt szerezni a befektetőktől, de az új cég még semmi kézzelfoghatót nem tud felmutatni, ami ösztönző lehetne. Szerencsére pont ebben a válságos időben bukkan fel Ross Perot üzletember, aki a dinamikus számítástechnikai ágazatban keresett befektetési lehetőséget. Perot korábban elkövette azt a hibát, hogy amikor a fiatal Bill Gates 1979-ben felkereste befektetési ajánlattal, nem élt a később kivételesnek számító lehetőséggel. Mivel nem akart lemaradni a hihetetlen sebességgel fejlődő ágazatról, így hajlandó lett volna akár több kockázatot is vállalni. Jobs némi színlelt vonakodás után a részesedés 16%-át ajánlotta fel 20 millió dollárért cserébe, és Jobs maga is emelte a cég tőkéjét 5 millió dollárral a saját vagyonából. Ez a részesedési ajánlat egyben azt jelentette, hogy Jobs alaposan túlértékelte – konkrét termékkel nem rendelkező – cégét, ami addigra összesen 7 millió dollárt használt fel. Perot személyében Jobs nem csak jelentős tőkéhez, hanem kiváló kapcsolatokhoz is jutott. Így a hardver fejlesztése már folytatódhatott, de még kérdéses volt, hogy milyen szoftverekkel üzemeljen az új számítógép. A konkurenciaegyezség miatt az Apple fejlesztések szóba se jöhettek. Jobs felkereste Bill Gates-et, de a régi rivális nem találta érdekfeszítőnek a tervezés alatt álló gépet, ezért elutasította a felkérést, hogy annak operációs rendszerére írjon át programokat. Jobs ezután olyan lépésre szánta el magát, ami korábban elképzelhetetlen lett volna, és az IBM-nek tett együttműködési ajánlatot. Habár születtek kisebb eredmények – köztük Gates számára kellemetlen is –, de Jobs nehéz természete miatt végül elhalt az üzleti kapcsolat.
1988. október 12-én impozáns bemutató keretében tartották meg a NeXT számítógép világpremierjét, mindezt úgy, hogy sem a hardver, sem a szoftverháttér nem állt még készen. Ennek ellenére a profi bemutató lenyűgözte a közönséget, de a gép ára már kevésbé, hiszen az intézményekkel folytatott korábbi egyeztetések alapján elvárt 2000–3000 dollár helyett Jobs 6500 dollárra árazta be a NeXT alapgépet. További csalódást okozott, amikor kiderült, hogy igazából a gépre még közel egy évet várni kell. Végül a gép 1989 nyarán debütált, de visszafogott sikerrel. Komoly kritikák érték, hogy a gép inkompatibilis más szoftverekkel, és ekkorra más konkurens termékkel is versenyeznie kellett a piacon. Havonta nagyjából 400 gépet tudtak értékesíteni, és 1990-ben – visszafogottnak mondható – 28 millió dollár bevétele volt a cégnek. A sikertelenség miatt végül 1993-ra Jobs kénytelen volt leállítani a NeXT-hardver gyártását, és csak az addigra kialakított szoftverágazat termékei maradtak meg, amelyek immáron más cégek számítógépein futottak. Jobsot elkedvetlenítette az újabb csalódás.

#### Házasság és családalapítás

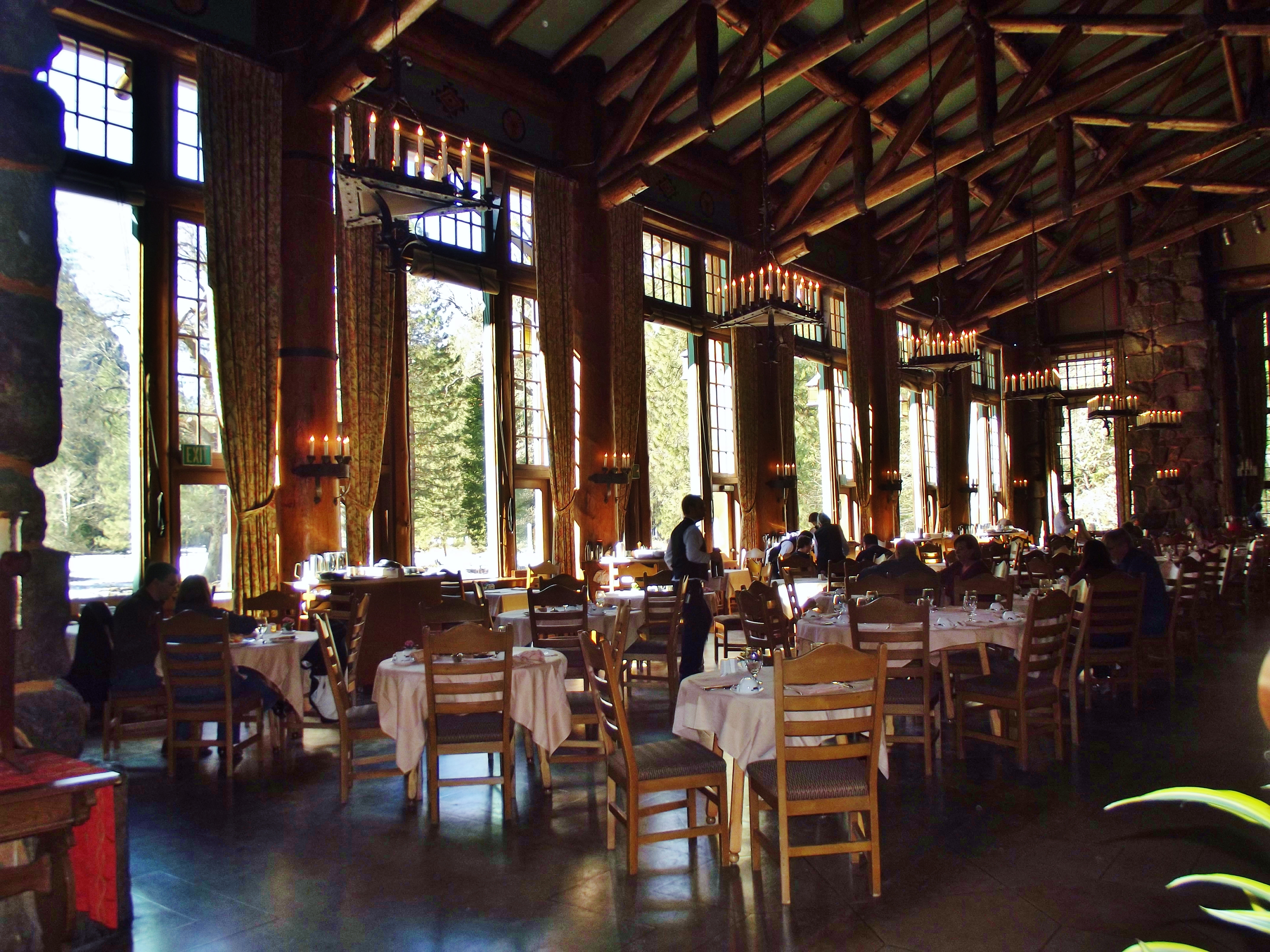
Az Ahwahnee hotel étkezője

Jobs 1985 nyarán kezdett találkozni Tina Redse-szel, akivel aztán viharos és intenzív kapcsolatot alakított ki. Elmondása szerint Tina Redse volt az első őszinte szerelme. Habár gyakran vitatkoztak, és időnként szüneteltették kapcsolatukat, de Jobs végül 1989-ben megkérte a lány kezét, aki – a labilis viszonyukra való tekintettel – némi gondolkodás után nemet mondott. Habár szakítottak, de a kapcsolatuk hatása a különválásuk után mégis mindkettőjükben megmaradt.
Jobs 1989 októberében egy előadáson ismerkedett meg Laurene Powell-lel. Spontán indult kapcsolatuk hamar elmélyedt, olyannyira, hogy 1990 január elsején megkérte a kezét, amire a lány igent mondott. Ezután Jobs mégis bizonytalanná vált, és halogatta az esküvő megtartását, pedig addigra menyasszonya állapotos lett. Korábbi kapcsolata emléke kísértette, de végül meghozta a döntést, és a nyugodtabb kapcsolatot biztosító Laurene Powell mellett döntött. 1991. március 18-án a Yosemite Nemzeti Parkban található Ahwahnee Hotelben tartották meg a szertartást. Az esküvőre nagyjából ötven vendéget hívtak meg, és a ceremóniát Jobs régi zen tanára, Kobun Chino Otogawa vezette le. A vacsora is egyébként szigorú vegetáriánus menükből állt.
A házasságkötés után Palo Altóba költöztek, ahol addigra az iparág számos meghatározó alakja telepedett le. A Jobs házaspár ott vásárolt háza anyagi helyzetüket tekintve szerénynek mondható. Jobs maximalizmusa miatt a berendezés és átalakítás meglehetősen elhúzódott. Az esküvő után néhány hónappal 1991-ben megszületett Jobs és Powell első gyermeke, Reed Paul Jobs (nevét nem az ismert főiskola után kapta). Később még két lányuk született, az első, Erin Siena Jobs 1995-ben, majd a második, Eve Jobs 1998-ban.
1992-ben Jobs első lányának, Lisának az egyik tanára felhívta Jobsot, hogy halmozott problémák miatt a hatóságok azt szeretnék, ha őhozzá költözne az addig anyjával élő lány. Jobs a döntést Lisára bízta, aki némi gondolkodás után igent mondott, így ő is együtt lakott a frissen alapított Jobs családdal. Habár mindkettőjükben megvolt az igény kapcsolatuk erősítésére, ennek ellenére a viszonyuk vitáktól terhes maradt.

### Pixar (1986–2006)

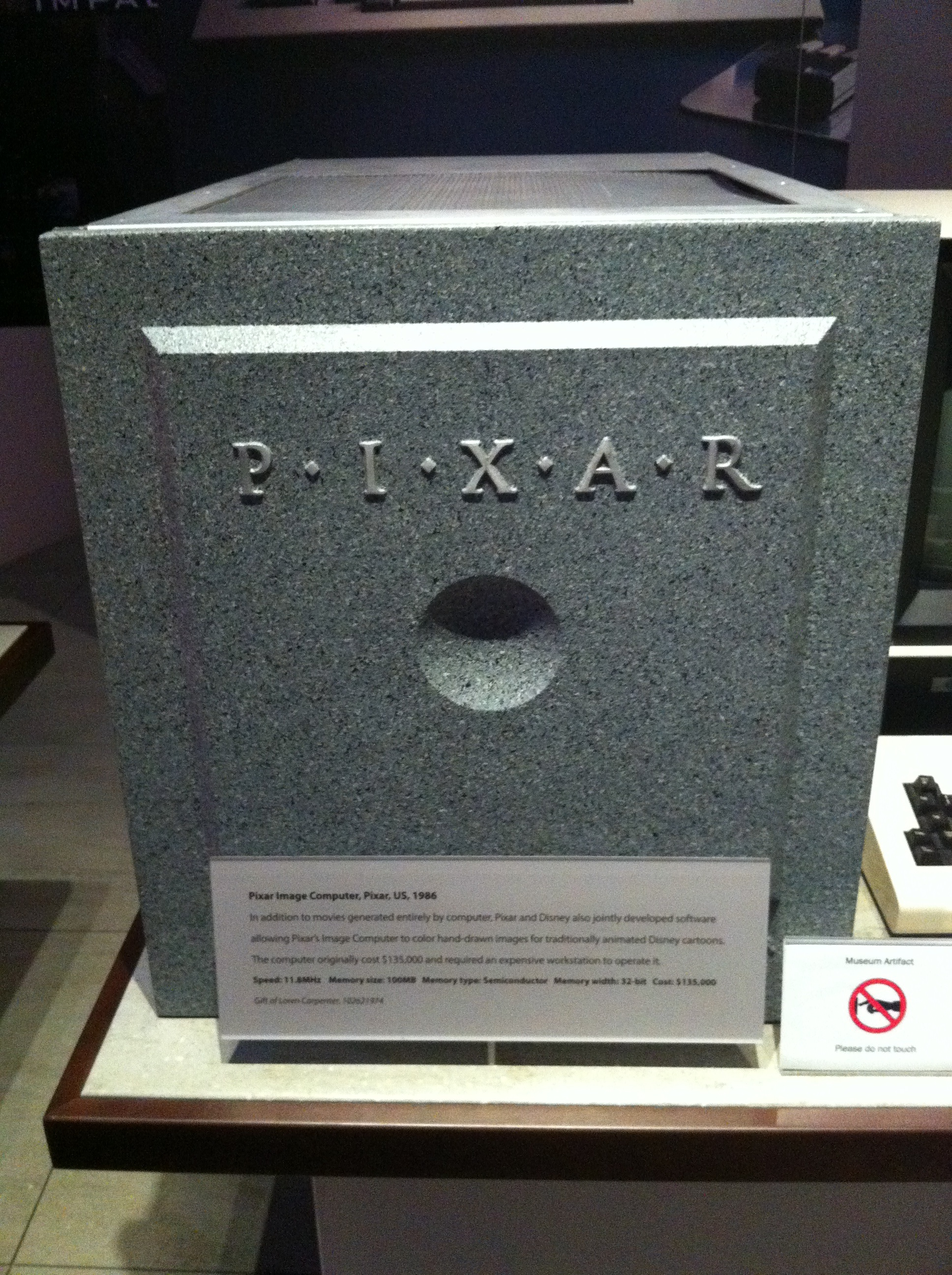
A Pixar Képalkotó Számítógép (Pixar Image Computer) a számítástechnika-történeti múzeumban

#### Pixar mint számítástechnikai cég
Jobs 1985 nyarán ismerte meg a Lucasfilm számítógépes részlegét. Annyira lenyűgözték a látottak, hogy megpróbálta rávenni az Apple vezetőségét, vásárolják meg a céget, de az addigra elmérgesedett viszonyuk miatt elvesztette a cégen belüli befolyását. Miután 1985 őszén George Lucas eldöntötte, hogy eladja néhány kisebb érdekeltségét, a cég ügyvezetői, Ed Catmull és Alvy Ray Smith úgy döntöttek, hogy egy befektető segítségével maguk vásárolják meg Lucastól a céget. Hosszas egyeztetés után az Apple-lel kapcsolatos csalódások miatt új utakat kereső Steve Jobs 1986 januárjában 5 millió dolláros vételárért és 5 milliós tőkeemeléssel 70%-os többségi tulajdonosa lett az új, 40 fős cégnek. Az ügyvezető Catmull és Smith maradt. Ez részben a korábbi cégtagok kérése volt, részben pedig egybevágott Jobs akkori üzletmenetével is, hiszen minden energiáját és figyelmét a szintén frissen alapított NeXT kötötte le. A legfőbb termékük és bevételi forrásuk ekkor az animációs munkára tervezett Pixar Képalkotó Számítógép (Pixar Image Computer) volt, ez a gép lett az új cég névadója is. A speciális gép főleg ipari felhasználásra készült, és 125 ezer dollárba került. Ekkor a fő alkalmazási területek a meteorológia, geológia, egészségügy, valamint a reklámipar volt. Jobs elhatározta, hogy az átlag felhasználó számára is elérhető, olcsóbb változatot is készítenek, 30 ezer dollárért. Elképzelése szerint a 3D képek és animációk megjelenítése iránti igény az otthoni felhasználók piacán tömegméretekben is életképes lehet. Azonban a gép még így is drágának bizonyult az átlag magánszemélyek számára, és a gép használhatósága is túl speciális volt, így nem sikerült kiszélesíteni a kereslet piacot. Később, a 90-es évektől bár a konkurens Adobe cég termékeinek tudása nem érte el a kifinomult Pixar szoftverekét, de jóval olcsóbbak és kezelhetőbbek voltak, így az átlag felhasználók körében népszerűbbek lettek. Az olyan állandó nagy cégek megrendelése, mint a Disney, pedig kevésnek bizonyult a cég fenntartásához.
A Pixar történetének fontos mérföldköve volt, amikor 1986-ban a cég egyetlen művész animátora, John Lasseter elkészítette Luxo Jr. rövidfilmjét a SIGGRAPH szakmai konferenciára. A cél mindössze az volt, hogy a rövid animáció demonstrálja a Pixar számítógép tudását, de az elkészült mű kidolgozottsága és története előre mutatott a számítástechnikai animációban rejlő lehetőségekben. Az animációt még Oscar-díjra is jelölték és habár nem kapta meg, a lelkes Jobs elhatározta, hogy minden évben készítenek egy kisfilmet, még ha az költséges is és nem kifizetődő. Habár Jobs kedvét lelte a technikát és művészetet ötvöző cégben, de nem lehet figyelmen kivül hagyni, hogy egyetlen tevékenysége se termelt profitot. A helyzetet súlyosbította, hogy a másik, nagy reménnyel indított cége, a NeXT szintén hasonló problémákkal küszködött. Ez a helyzet kihatott Jobs hangulatára, ami további problémákhoz vezetett ebben az időszakban. Kicsinyes vitákba keveredett Smith-szel és dührohamot kapott, amikor a cég társalapítója Jobs kedvenc prezentációs táblájára próbált írni a vezetői értekezleten. A súrlódások hatására végül Alvy Ray Smith otthagyta a Pixart és új céget alapított. A veszteségek normalizálására Jobs elbocsátotta az alkalmazottak egy részét, de a 80-as évek végére egyre romlott a pénzügyi helyzetük. Ennek ellenére, amikor 1988-ban John Lasseter 300 ezer dollárt kért egy új animációs film elkészítésre, Jobs némi hezitálás után megadta a kért összeget. Az új rövidfilm, a Tin Toy hatalmas szakmai siker lett, és elsőként a számítógépes animációk közül megnyerte az animációs rövidfilmek Oscar-díját is. A művészi siker hatalmas pozitív lökést adott Jobs számára. Így amikor 1991-re nyilvánvalóvá vált a cég egyre nehezebben tartható pénzügyi helyzete, Jobs felajánlotta, hogy saját vagyonából pénzt fektet a Pixarba, megmentve így a csődtől, cserében pedig megkapta a teljes tulajdonjogot. A Pixar vezetése elfogadta az ajánlatot, így a cég 100%-ban Jobs tulajdonába került.

#### Pixar mint filmstúdió
A Tin Toy sikere ráébresztette Jobsot, hogy a Pixar a számítógépes animáció gyártása területén üzletileg sikeres lehet. Azonban a cég tőkéje nem volt elég egy ilyen grandiózus munka megvalósítására, és a filmgyártás területén ismeretlen cég nem is rendelkezett forgalmazói kapacitással. Így kézenfekvő volt Jobs számára, hogy a Pixar szoftverét és hardverét használó legnagyobb ügyfelüket, a Disney-t környékezze meg egy közös film ajánlatával. A velük üzleti kapcsolatban álló Disney vezetőt, Jeffrey Katzenberget próbálta meggyőzni egy közös animációs film elkészítéséről, sikerrel. A Disney felfigyelt a Tin Toy sikerére, olyannyira, hogy a korábban náluk dolgozó, de eltávolított John Lassetert megpróbálta visszacsábítani, de sikertelenül. Habár a közös akarat megvolt és a tervben is megegyeztek, miszerint a Tin Toy témáját feldolgozva készítenek egy egész estés filmet Toy Story címmel, mégis nehezen egyezett meg a két domináns vezető a részletekről. Végül 1991 májusában született meg a megállapodás. A nehezen megszületett szerződés értelmében a Disney kizárólagos jogokkal bírt a film és a karakterek felett, a Pixar a jegybevételek 12,5%-át kapta, a Disney viszont (kártérítés ellenében) bármikor leállíthatta a projektet, gyakorolta a művészi kontrollt és joga volt elkészíteni a filmnek két másik részét, illetve ezen felül további folytatásokat akár a Pixar nélkül is. Jobs ennél jóval többet szeretett volna elérni, de be kellett látnia, hogy a kicsi, és a csőd szélén álló cég nem tud egyenlő partner lenni a Disney-vel szemben. A Pixar számára egyenesen létkérdés volt az erős anyagi háttérrel és forgalmazói kapacitással rendelkező partner megszerzése.
A Toy Story készítését a Disney folyamatosan felügyelte és kritikával, valamint javaslatokkal bombázta a Pixar alkotógárdáját, és vezetőjüket, Lassetert. Ezen észrevételek egy része hasznos volt az egész estés filmek területén még tapasztalatlan kezdő csapat számára, másrészt sok kellemetlenséget okozott néhány elhibázott kérés megvalósítása. A legvégzetesebb hibának az bizonyult, hogy Katzenberg iránymutatása nyomán – A Pixar alkotógárda fenntartásai ellenére – a főszereplő cowboy Woody ellenszenves karakterré vált. Így amikor 1993 novemberében a Pixar bemutatta a film első felének nyersanyagát a Walt Disney Feature Animation elnökének, Peter Schneidernek, a kezdeményezést amúgy sem szívelő vezető azonnal leállíttatta a produkciót. A Pixar ezután saját ízlése alapján dolgozta át a karaktereket, és az új anyag már megnyerte a Disney vezetőinek tetszését, így 1994-ben folytatódhattak a munkálatok, de a plusz munkával az eredetileg tervezett 17 milliós költségvetés kereteit túllépték. Mivel a Disney hárította a felelősséget, így Jobs kénytelen volt saját vagyonából finanszírozni a hiányt.
Ez az időszak rendkívül nehéz volt Jobs számára. A Pixarnál fennakadások voltak a Disney-vel való együttműködésben, a nagy reményű NeXT-nél pedig kénytelen volt leállítani a hardver gyártást, annak sikertelensége miatt. A két vállalkozás komoly összegeket emésztett fel Jobs vagyonából így hezitált, hogy eladja a Pixart. Végül 1995 novemberben megtörtént a Toy Story bemutatója, ami azonnal óriási siker lett és a film összbevétele világszinten elérte a 362 millió dollárt. A Pixar a csődtől megmenekült, de egyre égetőbbé vált az a probléma, hogy a Pixar a szerződés szerint – és így a köztudatban is – egyszerű beszállító volt és nem egyenlő partner. Jobs elhatározta, hogy az ígéretes Pixar céget (és mint márkát) megerősíti. Ehhez a megkötött szerződést kellett újra tárgyalni, ami egyáltalán nem volt érdeke a Disney-nek. Jobs az elmúlt években a vállalat építésben kellő tapasztalatot szerzett, így nekilátott a Pixar újraszervezésének. Első lépésben a Pixart kellett tőkeerőssé tenni, hogy egyenlő partner lehessen a Disney-vel szemben. Így azt tette, ami már annak idején az Apple cégnél is bevált, és az újonnan szerzett sikerre építve tőzsdére vitte a Pixart, méghozzá úgy, hogy az Apple-hez hasonlóan túlárazva határozta meg a nyitó értéket. Jobs a Pixar 20%-át értékesítette és részvényenként 22 dollárt határozott meg. A kereslet Jobs ígéretes cége iránt minden elképzelést felülmúlt. Aznap a csúcs 49 dollárt is elérte úgy, hogy egy időre biztonsági okokból le is kellett állítani az eladást, majd a nap végén 39 dolláron állapodott meg az árfolyam. Jobs, aki az év elején még a cég eladásán gondolkodott, hogy visszanyerje a befektetett 50 millió dollárját, most az általa birtokolt 80% révén 1,2 milliárd dollár értékű részvénnyel rendelkezett. Ez az összeg ötször több volt, mint amit az Apple által keresett 1980-ban. Jobs, hogy megtörje a Disney vezető Michael Eisner ellenállását, emelte a tétet. A cégóriás számára öt új filmet ígért, amit tíz év alatt gyártanának le, de a Pixar a következő filmtől már kedvezőbb pozícióba kerül. A Disney számára így hosszabb távon biztosítva volt az anyagilag most már független cég partnersége, így Eisner némi vita után elfogadta az új szerződést.

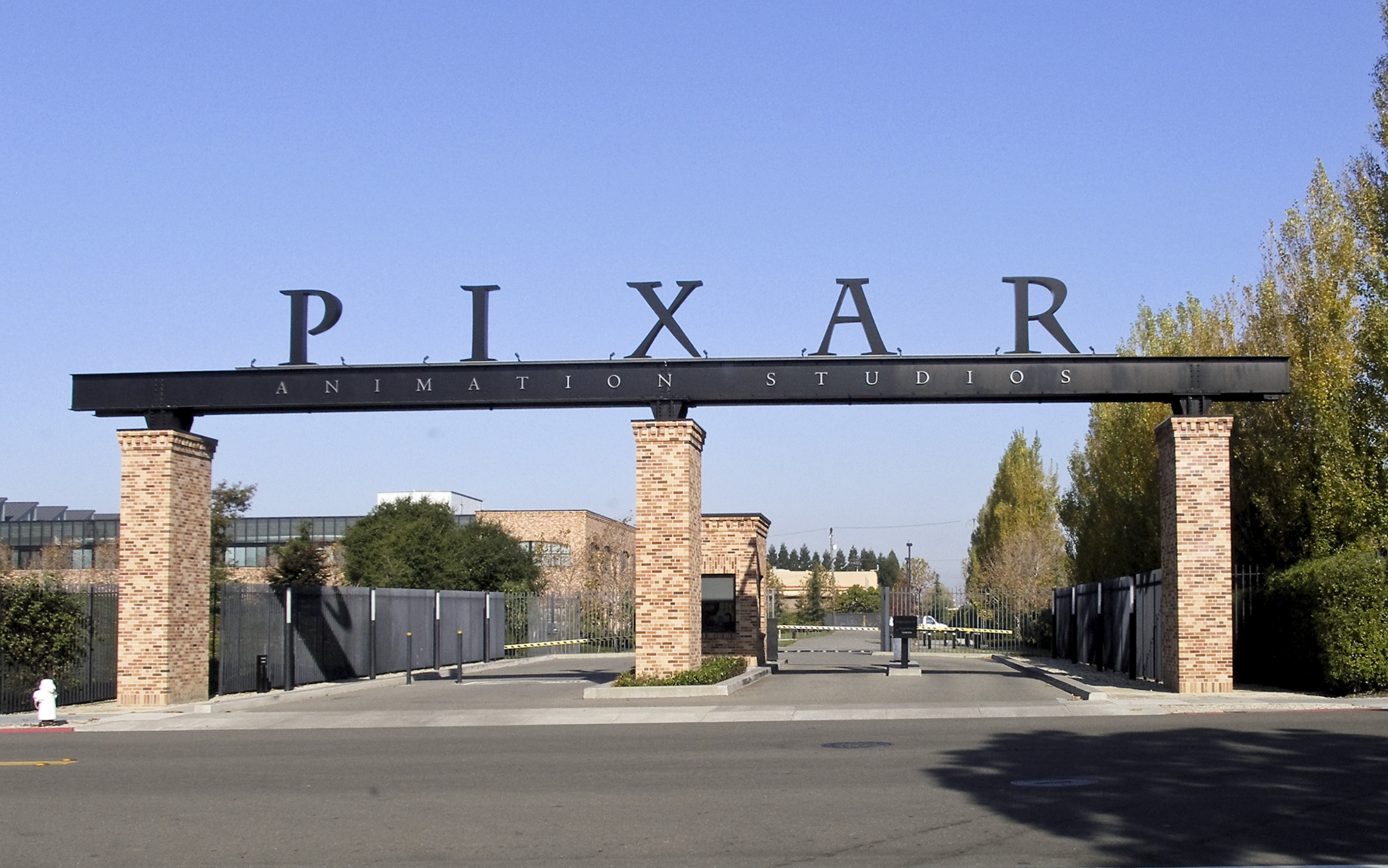
A 2000-ben átadott emeryville-i Pixar stúdió bejárata

1996 végétől Jobs már egyre kevesebb időt tudott a Pixarnak szentelni, mivel az Apple felvásárolta Jobs hanyatló cégét, a NeXT-et, és inkább az Apple-nél tevékenykedett. Jobs így nem vett részt a napi ügyletekben és a kreatív munkában, csupán az esedékes tárgyalásokat irányította. A kis cég szakmailag egyre többet bizonyított minden egyes új filmjével. 2000-ben megnövekedett kapacitásigényük kielégítésére új, korszerű stúdiót építettek Emeryville-ben, melynek tervezésében Jobs aktívan részt vett, ahol is a technikát ötvözte a filozófiával. 2003-ban a Némó nyomában című film minden akkori animációs rekordot megdöntött, amikor 868 milliós bevételt ért el, és az Oscar-díjat is megkapta. Ezzel szemben a Disney saját filmjei messze alul maradtak az elvárt szinttől. Jobs és a Disney-vezér Michael Eisner között megromlott a kapcsolat, amiért is 2004-ben Jobs azt fontolgatta, hogy megszakítják a munkakapcsolatot a Disney-vel. A Pixar kreatív csapata viszont tartott az elválástól, hiszen ez esetben az addigi filmek jogai a szakmailag gyengébben teljesítő partnerhez kerültek volna. Elborzasztotta őket a lehetőség, hogy a szétválás után a Disney például elkészítheti a Némó nyomában második részét rossz minőségben. A Disney számára végül egyértelművé vált, hogy tartós szakmai problémájuk van házon belül, amire gyors és hathatós megoldást Michael Eisner eltávolítása és a Pixar felvásárlása jelenthet. Michael Eisner eltávolítása után Jobs nyitott volt az eladásra, de ezúttal ő volt tárgyalási fölényben, amit ki is használt. A megállapodás értelmében Jobs 7,4 milliárd dollárnyi Disney-részvényt kapott, így ő lett a cég legnagyobb részvényese. Cserében, bár a Disney lett a Pixar tulajdonosa, de megőrizhették függetlenségüket, sőt a Disney animációs részlege a Pixar irányítása és felügyelet alá került. Ez olyan ajánlat volt, amelyet a ügymenettől alapvetően tartózkodó Pixar-felsővezetés is el tudott fogadni, így 2006-ban létrejött a két cég összeolvadása.

### Visszatérés az Apple-höz (1996–2011)

#### A John Sculley-korszak vége
Miután Jobs távozott az Apple-től, a cég még évekig az élmezőnyben maradt. A Macintosh kezdeti hibáit javították, és az iparágban nem volt olyan konkurens, aki termékével veszélyeztette volna az Apple helyzetét. Azonban John Sculley-nek a technikai eszközökkel kapcsolatos tudáshiánya lassan lefékezte a cég fejlődését. Az innováció és a törekedés a csúcselektronikai gyártására elmaradt a szükségestől, így az addig lemaradásban lévő Microsoft lassan behozta hátrányát. Az Apple az 1980-as évek közepe óta szabadalmi vitában állt a Microsofttal. Habár a grafikus felhasználói felület és az egér technológiája alapvetően nem az Apple-é volt, de számos technikai részmegoldás, mint például az egymást lefedő ablakok, már igen. Kezdetben születtek kompromisszumos egyezségek, de a Microsoft egyre jobban eltért ezektől a megállapodásoktól. Kényes helyzet alakult ki. Habár az Apple-nek nagy esélye lett volna idővel megnyerni ezen szabadalmi pereket, de ugyanakkor függött is a rivális cég két fő termékétől, a Excel és a Word programoktól. A Microsoft 1990-re kijött a Windows 3.0-val, majd 1995-ben a Windows 95-tel már az egész piacot uralta. A Microsoft térhódítása egyben az IBM PC térnyerését is jelentette.
Sculley helyét 1993-ban Michael Spindler vette át, aki megpróbálta a céget eladni a Sun, a HP vagy a IBM vállalatok egyikének, de az ügylet nem jött létre. 1996-ra az Apple piaci részesedés 4%-ra apadt. Ekkor már az Apple-nek komoly nehézségei voltak az új hálózatot is kezelő operációs rendszerének fejlesztésével. Egyértelművé vált, hogy külső segítségre szorul, ezért már működő rendszereket keresett a piacon. Szóba került több cég terméke is, így a Microsoft Windows NT esetlegesen a célra átalakított változata is. Ekkor – Jobs tudta nélkül – a NeXT marketingese, Garrett Rice felajánlotta a cég már működő szoftverét. Az Apple komolyan vette az ajánlatot, és immáron Jobs bevonásával megindultak a tárgyalások. 1996. december 2-án Jobs 11 év után megjelent az Apple székházában, és tárgyalni kezdett a felső vezetéssel. Mivel a NeXT bajban volt, azért ajánlotta fel Jobs inkább eladásra az egész cégét az operációs rendszer értékesítése helyett. Az Apple vezetése tisztában volt azzal, hogy a NeXT megvásárlása egyben Jobs visszatérését is jelenti, aminek voltak előnyei, de számtalan, előre nem látható kockázata is. December 10-re két jelölt maradt: a NeXT és Be Inc. akinek vezetője Jobs régi személyes ellensége, Jean Louis Gassée volt. Jobs egy jól kidolgozott prezentációt tartott, amíg ellenfele nem készült bemutatóval. 1996. december 20-án az Apple akkori vezetője, Gil Amelio bejelentette a NeXT felvásárlását.

#### Jobs újra az Apple élén
Jobs visszatérése a céghez kezdetekben bizonytalanságot teremtett a vezetőkben, de Jobsban is. A cég vezetője, Gil Amelio próbált megfelelő munkakört találni Jobs számára a cégen belül, de ő azt – a felvásárlás miatt észszerűnek tűnő – felajánlást, hogy vezesse az operációs rendszer fejlesztő részleget, elutasította. Végül a semlegesnek mondható „mellékállású tanácsadói” titulust kapta. Jobs kezdetben passzív volt, alig járt be dolgozni, de már az elejétől fogva arra törekedett, hogy NeXT-es emberei és vele jó kapcsolatban lévő régi – és általa visszahívott – Apple-alkalmazottjai magas pozíciókba kerüljenek. 1997-ben egyre nyilvánvalóbb volt az Apple mélyrepülése, ami már kiváltotta a részvényesek felháborodását is. A kudarcért Gil Ameliónak kellett felelnie, akinek helyzete egyre jobban megingott. A sajtóban egyre többet jelentek meg olyan cikkek, amely szerint az Apple-nek Jobsra lenne szüksége Amelio helyett. Jobs is többször hangoztatta az Apple igazgatójának alkalmatlanságát, a sajtó találgatásait pedig sosem cáfolta. Végül Ed Woolard, az Apple igazgatótanácsának elnöke az egyik tanácskozáson javasolta Amelio eltávolítását és Jobs kinevezését, amit az igazgatótanács jóvá is hagyott. Elsőnek Jobsot értesítették, de vonakodott elfogadni az igazgatói széket. A Pixarnál hatalmas sikereket ért el, és az Apple komoly bajban volt. Végül megígérte, hogy részt vesz az Apple megmentésében, mert fontosnak érezte az általa alapított cég sorsát, de nem mint igazgató. Ekkorra azonban már titulus nélkül is ő diktált. Kezdeti intézkedéseivel azonban hamarosan konfliktusba került az igazgatói tanáccsal. Jobs ezt a problémát úgy kívánta megoldani, hogy felszólította a tanácsot, hogy két ember kivételével mondjanak le, vagy ő távozik a cégtől. Habár ez meghökkentő kérés volt, de addigra a megkopott fényű cégnél senki nem ragaszkodott az igazgatói tagságához, így teljesítették Jobs ultimátumát. Jobs ezután újjáépítette a tanácsot – aminek már maga is tagjává vált – saját megbízható embereiből. Jobs irányítása alatt több híres ember is volt egy időszakban az Apple vezetőtanácsában, mint Al Gore és Andrea Jung.
Csupán az a tény, hogy Jobs az Apple átszervezésébe kezdett, 13 dollárról 20 dollárra emelte a cég részvényeinek értékét. Az 1997. augusztusban tartott Macword-rendezvényen több mint 5000 rajongó várta Jobs színre lépését, és a tömeg a nevét skandálta. Az előadáson elhangzottak után már a külvilág számára is egyértelművé vált, hogy Jobs újra az Apple élén áll. Ekkor jelentette be azt a meghökkentő hírt a rajongóknak, hogy az Apple kiegyezik a Microsofttal, és a jövőben együttműködnek. Ezt vegyes érzelmekkel fogadták a jelenlévő elkötelezett Apple-vásárlók. Jobs ekkor követte el – a nála szinte elképzelhetetlennek tűnő – prezentációs hibáinak egyikét, mivel egy nagy kivetítőn Bill Gateset kapcsolták be műholdas adáson. Annak a Jobs fölé tornyosuló, óriásira nagyított arca groteszk hatást keltett. Az üzleti körök azonban mégis jól fogadták a bejelentést, és újra, ezúttal 30%-kal emelkedtek a részvényárfolyamok, ami egy nap alatt 830 millió dollárt hozott az Apple számára.
1997. szeptember 17-én Jobs lett hivatalosan is a cég ideiglenes vezérigazgatója. (Ekkor már egy jó ideje csak ideiglenes igazgatói cím volt a cégnél.)
Jobs, miután a vezetést megreformálta, átnézte a termékgyártási struktúrát, és úgy találta, hogy túl sok a párhuzamos fejlesztés, amihez nincs elég erő és anyagi forrása a cégnek. Jobs tehát gyorsan leállíttatta a cég termékei nagy részének a fejlesztését, és mindössze négy termékcsaládra összpontosított. Ezek voltak a felső kategóriás „asztali” Power Macintosh G3 és a hordozható PowerBook G3, valamint az átlag felhasználóknak készült (akkor még csak tervezett) „asztali” iMac és a hordozható iBook. A hirtelen leállással olyan ágazatok szűntek meg az Apple cégnél, mint a szerver- és nyomtatógyártás vagy a Newton PDA fejlesztése. A termékek leépítése egyben az emberi erőforrások számának csökkentését is jelentette, így Jobs az első évben 3000 embert küldött el, ami normalizálta a cég bizonytalan pénzügyi helyzetét.

#### iMac

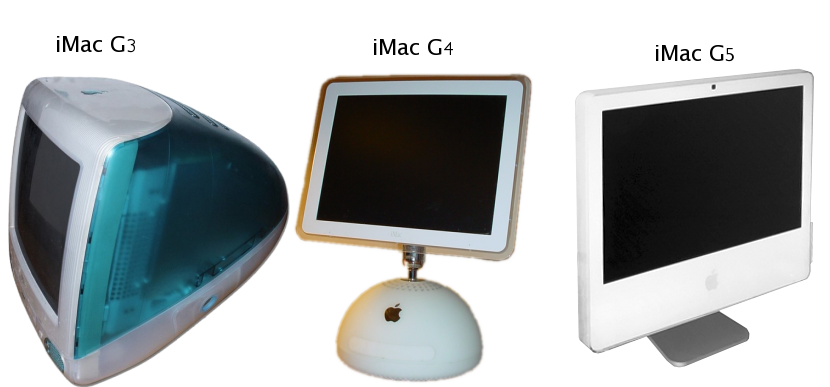
Az iMac G3 (1998), G4 és G5

Az 1998 májusában bemutatott iMac már jó példája volt az elmúlt időszak változásainak az Apple cég filozófiájában. Jobs színre lépése egyben azt jelentette, hogy a cég nem csak profitot akar termelni, hanem már nagyszerűt is alkotni, még ha az látszólag a bevétel kárára is ment időnként. A design, a filozófia és a technika fontos egyensúlyt alkotott a tervezésnél, amelyben Jobs számára kiváló partner volt a brit Jonathan „Jony” Ive, az Apple (korábban mellőzött) dizájnere. Jó példa az egyensúlyra az iMac tetején lévő fogantyú, amely nem csak praktikus volt, de pszichológiailag erősítette a felhasználóban azt az érzést, hogy uralja az eszközt, egyúttal barátibbá téve azt. Jobs így emlékezett vissza később az ötletfelvetést követő ellenállásra a mérnökök részéről: „38 okot soroltak fel, hogy miért nem megvalósítható, de én azt válaszoltam: »Nem érdekel, mert ezt akkor is megcsináljuk.« »De miért?« – kérdezték. »Azért, mert én vagyok az igazgató, és szerintem megvalósítható.«” A fejlesztések felügyeletét a megszokott érzelmi kitörések kísérték Jobs részéről, ha úgy érezte nem érvényesül az akarata. Így is némi kommunikációs hibaként az első modell tálcás CD-olvasóval jelent meg, de Jobs ragaszkodott a következő változatnál a tálca nélküli megoldáshoz. Ettől óva intették a mérnökök, mivel akkoriban jelentek meg az első CD-írók a piacon, amelyek kezdetben csak tálcás változatban léteztek, de Jobs ragaszkodott elképzeléséhez. Ez utóbb valóban hibának bizonyult, mert ahogy mérnökei megjósolták, az iMac emiatt egy időre lépéshátrányba került a piacon. Az iMac G3 első változata 1998 augusztusában került az üzletekbe, az ára 1299 dollár volt. Az első hat hónapban bár csak 278 ezer darabot sikerült értékesíteni, de az első év alatt 800 ezer kelt el, ami a céges rekord lett a gépek darabszámának időarányban eladottak között.
1999-ben Jobs összeütközésbe került az Adobe céggel. Habár a két cég korábban együtt dolgozott, de amikor Jobs az Adobe-termékek iMac-es kidolgozását kérte, akkor az Adobe vezetése – Jobs nagy bosszúságára – megtagadta a kérés teljesítését. Utóbb többen ezt az incidenst tartották az igazi oknak, hogy az Apple később a mobil eszközein letiltotta az Adobe Flash használatát, habár ezt az állítást Jobs mindig cáfolta. Végül Jobs szakmai indokait a jövő igazolta és 2015-re a különböző böngésző fejlesztő cégek sorra állították le az automatikus Flash-lejátszást, valamint szorgalmazták a végleges kiváltását.

#### Apple-bolt
Steve Jobs a zárt rendszer híve volt, és az Apple termékekkel kapcsolatos minden folyamatot szigorú felügyelet alatt akart tartani. Jobs így felismerte, hogy egy lényeges pontot nem kontrollálnak még: a termékeik eladását. Eddig az eladást leginkább külvárosi számítástechnikai boltok végezték. A probléma az volt ezzel a rendszerrel, hogy az Apple termékei „image termékek” voltak, s e dizájnos minőségi termékek drágább árkategóriát képviseltek az átlag vásárló számára. Ha valaki betért egy hagyományos boltba, akkor több (olcsóbb) termék között látta az Apple termékeit, és ennek előnyeiről egy általános (a cég számára nem megfelelő háttértudású) eladó adott esetlegesen felvilágosítást.

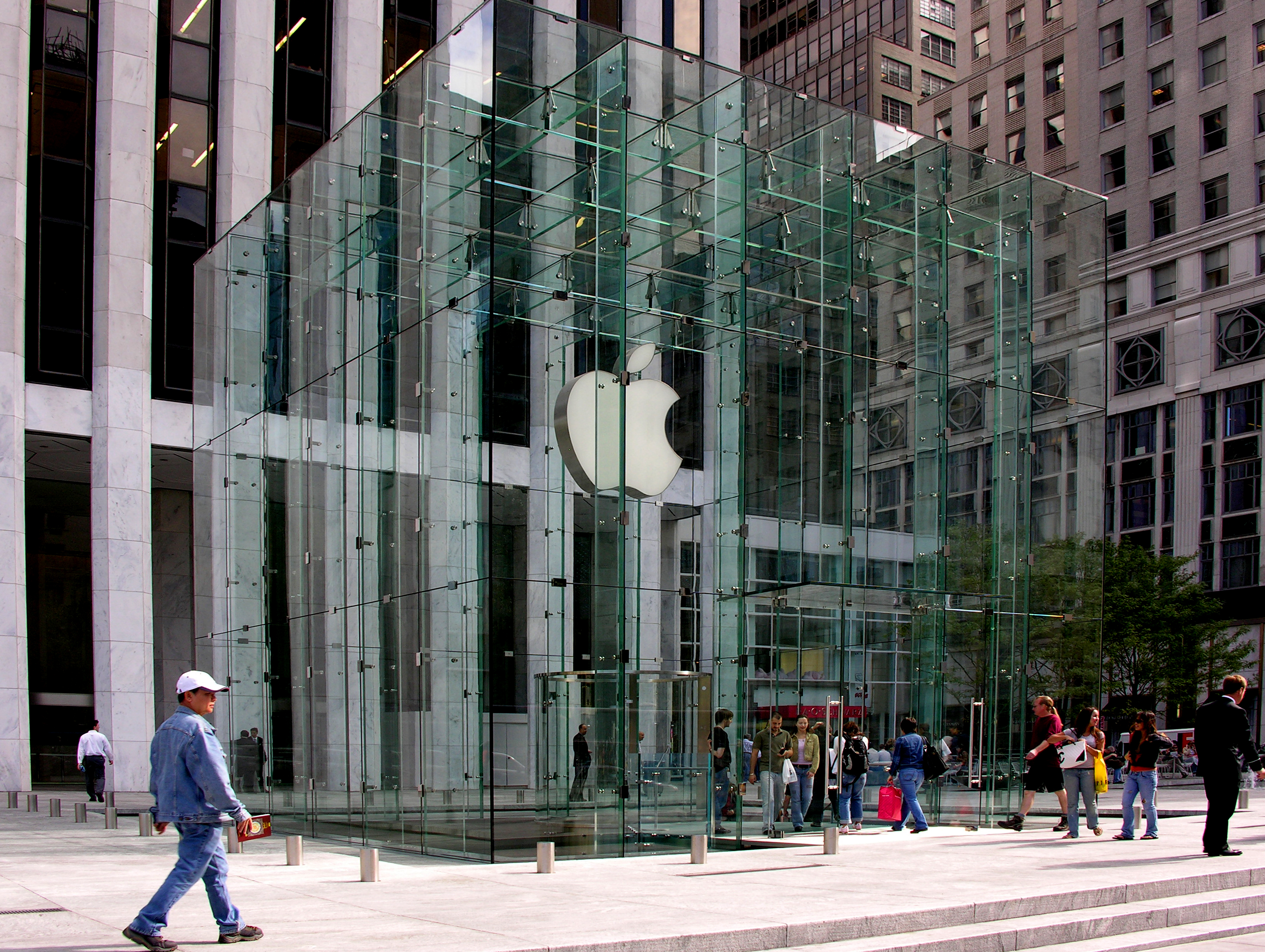
A New York-i 5. sugárúton épült Apple-bolt bejárata

Jobs így 1999-re elhatározta, hogy létrehoz egy saját bolthálózatot, amihez az igazgatótanács áldását kérte. Azonban elképzelése akkoriban meglehetősen radikálisnak tűnt, és minden addigi tapasztalatnak és logikának ellentmondott. Akkoriban a számítástechnikai üzletek a központon kívül voltak, mert úgy vélték, hogy egy drága és tartós fogyasztási eszközért elmegy a vásárló a kedvezőbb árfekvésű távolabb fekvő üzletekbe is, Jobs pedig a legdrágább városközponti üzlethelyekben gondolkodott. A cégnek pedig ekkor még csak néhány terméke volt az, melyek számára Jobs hatalmas luxusüzletet kívánt berendezni. Az igazgatótanács ellenezte az ötletet, de végül négy próbaüzlet nyitására adott engedélyt Jobs nyomására. A koncepció kidolgozásához a Target áruházláncnál dolgozó Ron Johnsont kérte fel és titokban egy elhagyott raktárhelyiségben kezdték el építeni a prototípust. Közel nyolc hónapnyi gondos tervezés után 2001 januárjára elkészült a minimalista elvek alapján letisztult tervezésű próbabolt, amit Jobs be is mutatott az igazgatósági tanács tagjainak, akiknek a tetszését viszont azonnal elnyerte. Az első bolt 2001. május 19-én nyílt meg a virginiai Tysons Cornerben. A szakértők többsége nem jósolt nagy jövőt a koncepciónak, és úgy vélték, hogy bukásra van ítélve a költséges és szokatlan üzlethálózat. Az Apple-boltok azonban elsöprő sikert arattak. A folyamatosan bővülő hálózat több országban nyitott üzletet, és 2011-re már 326 bolt fogadta a vásárlókat. Az egy üzletre eső heti látogatószám 17 600 fő volt, az átlagos éves forgalmuk pedig 34 millió dollár. Habár például a 2010-es üzleti évben befolyt 9,8 milliárd dollár mindössze a 15%-a volt az Apple összbevételének, de ez mégis olyan fontos márkaerősítő eszköz lett, amely közvetve is profitot eredményezett.
A boltok arculatának építése évről évre folytatódott. A Bohlin Cywinski Jackson építőiroda által épített üzletek a legmodernebb technikát használták, hogy az üzletek a légiességet, a letisztult modern formát és a csúcsminőséget reprezentálják. Így lett szinte védjegy a hatalmas üvegtáblákból (amelyek időnként sajnos balesetet okoztak), az üveglépcsőkből és az olasz Pietra Serena-homokkövekből. Egy-egy új bolt megnyitása pedig igazi társadalmi esemény lett, melyen a fanatikus rajongók már jóval a nyitás előtt megjelentek.
Az Apple-boltok sikere forradalmasította az értékesítési ágazatot. Több nagy vállalat is igyekezett e a koncepciót alkalmazni, de ez nem mindig járt sikerrel, erre még az Apple-boltok sikeres kiépítésben részt vevő Ron Johnson személye se volt biztos garancia. Például az amerikai ruházati üzletlánc, a JCPenney komoly összegeket áldozott Johnson átcsábítására, hogy megreformálja az Apple-boltok mintájára az eladást. A próbálkozás csúfos kudarccal végződött, és a hálózat nemhogy nem növelte bevételét, hanem 2013-ra forgalmuk negyedét elveszítették. Végül kénytelenek voltak megválni Ron Johnsontól, és a cég régi igazgatóját kérték fel a cég pozíciójának helyreállításra.

#### iPod

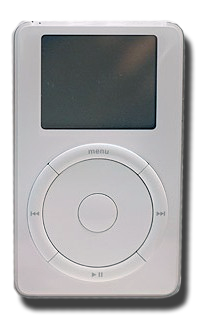
Az első iPod

A 2000-es évek elejére jelentős változások zajlottak a számítástechnikai üzletágban. A dotkomlufi kidurranása megrázta az internetes cégeket, de összességében az egész számítástechnikai iparágra is negatívan hatott. Ugyanakkor ebben az időben indult el a digitális média forradalma is, amikor egyre jobban fejlődtek a videó formátumok, és megjelent az MP3-as hangformátum, aminek hatására lehetővé vált a zenei fájlok tömeges megosztása, cseréje és az otthoni zenei CD írása. Steve Jobs némileg késve reagált az eseményekre, és az iMac esetén erőltetett, tálca nélküli CD-olvasó megoldás is megnehezítette az Apple helyzetét, mert az írásra alkalmas egységek csak a tálcás megoldással működtek. Első lépésben a hátrány lefaragásához egy saját zenekezelő szoftverre volt szükség, ami a piacon egyre terjedő MP3-as zenelejátszókkal tette kompatibilissé az Apple számítógépeit és egyúttal digitális központtá a Macintosh gépeket. A részben felvásárolt és részben fejlesztett új ingyenes szoftvert 2001. januárban jelentették be iTunes néven. Ezután a zenekedvelő Jobs mégis úgy döntött, hogy egy zenelejátszó eszközt készítenek, ami nem csak technikailag lesz fejlettebb, mint a piacon megtalálható eszközök, hanem egyszerűbb és könnyebben használható is. Jobs folyamatosan figyelemmel követte a fejlesztéseket, és javaslatokkal, utasításokkal bombázta a mérnököket. A tervezési elve végig az volt, hogy az eszköz kezelése minden elképzelést felülmúlóan egyszerű legyen. Ami nem felelt meg Jobs elvárásainak, azt azonnal elvetette.
2001. október 23-án mutatták be az új eszközt, amely az iPod nevet kapta.
A Jobs által megálmodott eszköz valóban páratlan volt az akkori elektronikai piacon. Amíg a rivális eszközökre 10-20 zeneszám fért el, addig az iPod-ra akár 1000 db is feltölthető volt, a kezelhetőséget egy vezérlőtárcsa tette könnyeddé, formatervezése pedig letisztult volt. Jobs szokás szerint a marketingre is komoly összegeket fordított, az iPod reklámja is újszerű volt. A szokatlanul magas, 399 dolláros ára ellenére az iPod gyors sikert aratott. 2004-ben bejelentett iPod Mini az értékesítésének első 18 hónapjában a hordozható lejátszók piacán 31%-ról 74%-ra növelte a részesedését. Jobs egészen elképesztő ötletei is sikeresek lettek, mint a kijelző nélküli, véletlen lejátszáson alapuló iPod Shuffle.

#### iTunes-bolt
2002-re a iPod népszerű lett, és Jobs megoldást kezdett keresni arra a problémára, hogy nem létezett jól működő legális digitális zeneletöltési lehetőség. Ekkorra a zenekiadók számára jelentős bevételkiesést okozott az illegális letöltés, és több kísérletet tettek, hogy legális alternatívát kínáljanak. Ezen próbálkozások azonban rendre elbuktak, mert egyrészt a megfelelő számítástechnikai háttérrel nem rendelkeztek ezen cégek, másrészt a különböző kiadók egymással versenyeztek és rivalizáltak, amely megakadályozott minden egységes megoldást. Jobs hosszú és nehéz tárgyalássorozatba kezdett a kiadókkal, amiknek bemutatta elképzelését – az iTunes-bolt prototípusát –, amely megfelelő megoldás lehet a kiadók problémájára. 
Volt olyan kiadó, amelyet hamar meggyőzött, amit látott, de például a Sony a végsőkig ellenállt, mert inkább saját koncepcióban gondolkodott. A kiadók azzal a kitétellel barátkoztak meg a legnehezebben, hogy Jobs elképzelése szerint nem csak egész albumokat, hanem mindössze 99 centért (amiből 70 a kiadónak ment) egyesével is vásárolhatók zeneszámok korlátlan időre. Jobs szívós, kitartó tárgyalásait végül siker koronázta. Az óvatoskodó kiadókat ugyanis meggyőzte, hogy az Apple piaci részesedése mindössze 5%, és így ha a próba kudarcba fullad, akkor nem lesz túl nagy kár belőle. Végül a formálódó egység hatására – utolsóként a nagy kiadók közül – a Sony is beadta a derekát, így 2003. április 28-án hivatalosan is bemutatták az iTunes-boltot. A bejelentés a szakmát és a konkurens Microsoftot is meglepte. Elképzelhetetlennek tartották, hogy a rivalizáló kiadók egysége létrejöjjön. A siker elképesztő volt. Az első hat nap alatt 1 millió zeneszámot értékesítettek, egy év alatt pedig 70 milliót.
A következő nagy lépés az lett, hogy – Jobs hosszas ellenállása után – az Apple lehetővé tette az iPod és az iTunes-bolt használatát a Windows-alapú gépeken. Időközben mind a Sony, mind a Microsoft igyekezett saját alternatívával konkurenciát létrehozni, de sikertelenül. Az Apple diadala viszont töretlen volt. 2006-ban egy milliárd zeneszámnál tartott az értékesítés, és 2010-ben átlépték a 10 milliárdos darabszámot. Később más médiákra is kiterjedt az értékesítés, és az aktív felhasználók száma 2011-ben elérte a 225 milliót.
A cég sikerével Jobs népszerűsége is egyre nőtt. 2005-ben a Stanford Egyetem felkérte Jobsot, hogy tartson beszédet a diplomaosztó ünnepségen. Az előadásait gondosan megtervező Jobs elsőnek Aaron Sorkint kérte fel a beszéde megírására, de a forgatókönyvíró folyamatosan csak halogatta a beszéd megírását. Végül a türelmét vesztett Jobs maga írta meg a beszédjét, ami hatalmas sikert aratott. Személyes hangvételén felül rendhagyó volt, hogy nagy nyilvánosság előtt beszélt rákbetegségéről, habár úgy említette, mint amiből sikeresen felgyógyult.

#### iPhone
2005-re 20 millió iPodot értékesített az Apple, így ez az ágazat a cég árbevételének már 45%-át adta. Ez némi kockázatot jelentett az Apple számára és Jobsot egyre jobban foglalkoztatta, hogy mi lehet az, ami veszélyezteti az iPod egyeduralmát. Végül úgy találta, hogy a dinamikusan fejlődő mobil telefonok okozhatnak problémát, amelyek már zene lejátszásra is alkalmasak. Az esetleges veszélyt megelőzendő Jobs elhatározta, hogy az Apple létrehozza a saját zenelejátszós mobiltelefonját. Az egyszerűség kedvéért a velük üzleti kapcsolatban lévő Motorola sikeres készülékének, a RAZR egy iPoddal összeépített változatát dobták piacra ROKR néven. Azonban a telefon se sikeres nem lett, se Jobs tetszését nem nyerte el az eredmény, ezért teljesen saját fejlesztésű telefon legyártása mellett döntött.
A fejlesztés kiindulási alapja az iPod lett, és kezdetben Jobs egy görgető tárcsás rendszerben gondolkodott, de ez egy idő után zsákutcának bizonyult. Ezután vetődött fel benne az érintőképernyő multi-touch megoldás ötlete, amivel kapcsolatban már folytak titkos fejlesztések az Apple-nél, ugyanis a Microsoft 2001-ben bejelentett táblagépe hatására már évek óta folyt az Apple saját gépének fejlesztése. A táblagép fejlesztést leállították, és ezután az Apple saját telefonjának fejlesztésére koncentráltak. Számos újszerű vagy mások által kiaknázatlan megoldást használtak fel, mint például a behatásokat jól tűrő „gorillaüveget”, amelynek köszönhetően a telefon sokkal elegánsabb lett, mint az olcsó műanyag megoldást használó versenytársak. A dizájnról Jobs kedvenc tervezője, Jonathan Ive gondoskodott.
Az Apple telefonját, az iPhone-t 2007. január 9-én mutatták be a rajongók számára, Jobstól megszokott különleges prezentáció keretében. A magas, 500 dolláros ár ellenére a júniustól forgalmazott termék hatalmas siker lett.
Kezdetben Jobs hallani sem akart arról, hogy a külső fejlesztőket engedjenek iPhone alkalmazásokat gyártani, de az Apple-nél többen igyekeztek meggyőzni a zárt rendszer mániás vezetőt, hogy komoly hibát követ el a cég. Végül Jobs szigorú feltételek mellett beadta a derekát, és 2008 júliusában az iTunes-on keresztül az iPhone App Store üzemelni kezdett. 2010 áprilisában már 185 ezer iPhone alkalmazás volt megvásárolható. Az üzleti modell pedig egy új iparág alapjait vetette meg.
2008-ban viszont az Apple-nek potenciális konkurencia veszélyt jelentett az androidos operációs rendszer belépése az érintőképernyős eszközök piacára. Ezért Jobs személyesen tárgyalni kezdett a Google vezetőségével annak érdekében, hogy állítsák le a projektet, cserébe Jobs felajánlotta, hogy egy vagy két helyet biztosít az iPhone kezdőképernyőjén a Google szolgáltatásoknak, de nem járt sikerrel. Jobs dühöngött, és úgy érezte, hogy ha pert is nyernének, az se szolgálna kedvezően az ügyben, hogy az Android az Apple által bevezetett fejlesztések egy részét másolja. Bill Gates a kirobbant vitával kapcsolatban megjegyezte, hogy az Android sikeréhez mindenképp hozzájárult, hogy a zártrendszer-mániás Jobs nem volt hajlandó más gyártók számára elérhetővé tenni (licenc ellenében) az Apple operációs rendszerét. Habár az Androidot már jóval az iPhone megjelenése előtt kifejlesztették, de azt a Google mérnökei is elismerték, hogy a végleges változatra nagy hatással volt az újonnan bemutatott Apple-rendszer.
2010-ben Jobs design elsőbbség iránti eltökéltsége a termék fejlesztésben komoly problémát okozott. Az iPhone 4 acélperemet kapott, ami hatására „Faraday-kalitka” alakult ki, amely rontotta a jelfogadást és -adást. A probléma megoldására egy rést képeztek a kereten, aminek biztosítására a mérnökök többször egy átlátszó védőborítást javasoltak, de hiába. A megjelenés után hamar kiderült, hogy a dizájn javára hozott döntés tömeges üzemzavarhoz vezetett. Jobs arrogánsan kezelte a helyzetet, ami nagy felháborodáshoz vezetett.

#### iPad

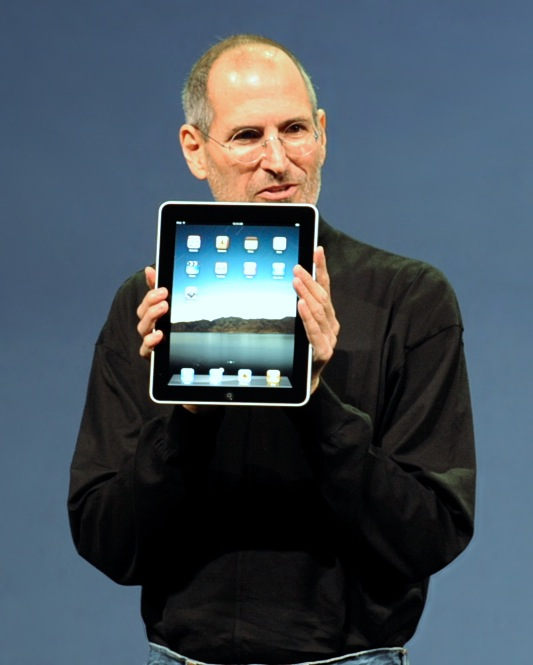
Jobs bemutatja az iPad-et

Jobs azután rendelte el a táblagép fejlesztését, miután a Microsoft 2002-ben piacra dobta a saját készülékét. Habár az nem lett sikeres modell, de Jobs lehetőséget látott benne, és úgy érezte, egy jobb modellt tudna legyártani az Apple. A cég a szabadalmi igényt 2004-ben nyújtotta be egy kapacitív kijelzős készülékről, és a háttérben folyt a fejlesztés. Jobs még 2003-ban is úgy nyilatkozott, hogy az Apple nem készül táblagépet gyártani. Később az erőforrásokat átcsoportosították a fontosabbá vált iPhone fejlesztésre, így az Apple táblagép megjelenése tovább késett. Végül amikor új termék megjelenése vált esedékessé, újra a már részben kifejlesztett táblagép került fókuszba, amihez most már az iPhone-nal szerzett tapasztalatokat is fel tudták használni.
Az iPad névre keresztelt táblagépet 2010. január 27-én mutatták be a szokásos Jobs-féle termékbemutató keretében. Hatalmas érdeklődés övezte a termék bemutatóját, de ugyanakkor számos kérdés merült fel az akkor még nem létező termékkategória pozicionálásáról. Több kritika érte a leegyszerűsített – a tartalom fogyasztására optimalizált – technikai adottságai miatt is. Az április 5-én elkezdődő értékesítés után azonban sikeres volt a termékeladás. Az első hónapban egymillió darabot adtak el, 2011. januárra pedig elérték a 15 milliós eladási számot.

### Betegsége
Jobs rákos betegségéről rengeteg ellentmondásos információ jelent meg a sajtóban valamint az Apple cég közleményeiben. Ennek az volt az oka, hogy a betegség kezelése alatt személyes és üzleti okokból Jobs információkat tartott vissza, vagy tényeket hamisított meg, így sok találgatás és teória kapott szárnyra.
2003 októberében urológusa megkérte, hogy korábbi veseproblémái miatt készítsenek ellenőrző CT-vizsgálatot. A vesékkel nem volt probléma, azonban a hasnyálmirigyén egy árnyék látszott. Orvosa javasolta, hogy készítsenek a problémás területről egy új felvételt, és habár Jobs először elzárkózott tőle, de végül engedett orvosa többszöri kérésének. A felvétel egy daganatot mutatott ki, és a szövetminta alapján meghatározták hogy neuroendokrin hasnyálmirigy-daganata van. Az orvosok közölték Jobsszal, hogy szerencsés esetnek számít, mert ez a ritka daganatváltozat lassan terjed, és a vesevizsgálatnak köszönhetően időben diagnosztizálták. Azonnali műtétet javasoltak, de Jobs visszakozott, mert előbb alternatív – orvosai által nem támogatott – megoldásokat keresett az operáció helyett.
Elsőnek Arnold Ehret könyve alapján szigorú gyümölcsdiétát tartott, amit akupunktúrával egészített ki. Az interneten böngészett leírások után, és egy „léleklátóval” is felvette a kapcsolatot. Kipróbált többek között gyógyfüveket, béltisztítást és hidroterápiát is annak ellenére, hogy szűkebb baráti és családi köre ezt ellenezte. Az újabb CT-vizsgálatok azt mutatták, hogy minden kísérlet ellenére a daganat növekszik, így 9 hónapnyi halogatás után 2004. július 31-én vállalta csak a műtétet. A műtét alatt azonban az orvosok találtak három áttétet a májban, ami feltételezhetően – utólag már nem bizonyíthatóan – a több hónapos késlekedés alatt alakult ki. A komplikáció miatt így kemoterápiára is szüksége volt, de felépülését a táplálkozási szokásai nehezítették, amikkel nem volt hajlandó szakítani. Jobs titokban tartotta, hogy tovább terjedt a rák, és közleményeiben a gyógyulásáról beszélt. Ekkoriban mondta el híressé vált stanfordi beszédét is egy 2005-ös diplomakiosztón.
Habár folyamatos kezelést kapott, de 2008-ra tovább romlott az állapota. A kezelés, a részben eltávolított hasnyálmirigy és az étkezési szokásai miatt rendkívül lefogyott, ami ismét felkeltette a sajtó érdeklődését. Ekkor az Apple egy hamis közleménnyel próbálta elejét venni a találgatásoknak, és egy közönséges fertőzéses betegségről írtak. Azonban a közvéleményt nem lehetett megnyugtatni, és az Apple részvények értéke esni kezdett. A cég több más hamis közleményt is kiadott, hogy mentsék a helyzetet. Eközben újra kemoterápiát kapott, de más kísérleti kezeléseket is kipróbáltak rajta. Amikor világossá vált, hogy májátültetésre lesz szüksége, Jobs felkerült a szerv transzplantációs listára. Kiemelkedő anyagi helyzete sem tette lehetővé, hogy soron kívül jusson szervhez, de magánrepülőgépe által két állam listájára is felkerülhetett. 2009. március 21-én sorra került a listán. A műtét után felmerült a gyanú, hogy a rák tovább terjedt, és a felépülést az is nehezítette, hogy Jobs nem volt túl együttműködő. Ekkoriban történt az az elhíresült eset, hogy azért nem volt hajlandó felvenni egy maszkot, mert nem tetszett annak dizájnja. Az ételekben is válogatós maradt, és csak gyümölcsturmixokat volt hajlandó fogyasztani.
2010 elejére sikerült felépülnie a műtétből, de 2010 novemberében újra fogyni kezdett, bár az orvosok kezdetben nem találtak rákos elváltozást. 2011-ben azonban új tumorokat fedeztek fel Jobs testében. Mivel a műtétek következményeként szervezete legyengült, az akkor újdonságnak számító célzott kezeléseket kapott, aminek a megszervezésében maga is részt vett. A kezdeti biztató jelek ellenére 2011 júliusára a rák szétterjedt az egész testében, amit az orvosok már nem tudtak kezelni. Egyre többet gyengélkedett, végül 2011. augusztus 25-én hajnalban egy rövid levélben bejelentette lemondását az Apple vezérigazgatói posztjáról. Helyét Tim Cook, Jobs hosszú betegszabadságai alatt a vállalat operatív vezetője, az Apple értékesítésért felelős alelnöke vette át. Jobs nem távozott az Apple-től, megmaradt az igazgatótanács elnökének és Apple-alkalmazottnak.
2011. október 5-én, családtagjai körében, békességben hunyt el. Halálát a hagyományos, valamint az alternatív gyógymódok képviselői is a saját nézőpontjuk igazolására próbálták felhasználni, ami szintén intenzív sajtóvisszhangot generált.

| „            | Szeretem azt hinni, hogy valami megmarad a halál után... De az is lehet, hogy ez olyan, mint a kikapcsoló gomb. Csak egy kattintás és már itt sem vagy. Lehet, hogy ezért nem akartam soha ki-be kapcsoló gombot tenni az Apple-eszközökre. Most már tudom, ... más dolgokat kellene keresnünk amelyeknek nincs köze a vagyonhoz. Valami sokkal fontosabbat. Talán kapcsolatokat, talán művészetet, talán a fiatalabb korunk álmait... Az életben nincsenek határok! Menj, ahova akarsz. Érd el a magasságot, amit elérni akarsz! Minden ott van a szívedben és a kezedben! | ” |
| – Steve Jobs | |   |

## Jobs zárt rendszere
Jobs egyik alapelve volt, hogy a hardver és szoftver tökéletes, zárt rendszert alkosson és egy kézben összpontosuló irányítás legyen. Fenntartásai voltak az akkoriban megszokott felhasználói hardvermódosításokkal szemben is, szerinte ezek gyenge pontjai lehetnek az egyébként problémamentes működésnek. Így Jobs a Mac építésekor nemcsak az egyéni bővítéseket lehetővé tévő csatlakozókat hagyta el, hanem speciális csavarokkal még a ház kinyitását se tette lehetővé. Habár a zárt rendszer minden részének ellenőrzött működése valóban stabilabb, mégis számtalan hátránnyal jár. A fejlesztés gyakorlatilag egy cégen múlik, amely leszűkíti a lehetőségeket, és a központosított gyártás az árverseny kialakulását is akadályozza. Így a nagy rivális, az IBM által 1981-ben elindított PC a nyílt rendszerével és az összes PC-n jól alkalmazható Microsoft-szoftverek hamar piacvezetők lettek a zárt rendszerű Mac-gépekkel szemben.
Tehát az Apple zárt rendszere alulmaradt az 1980-as és 1990-es években a nyílt rendszerű PC-vel szemben, és mindössze a piac 5%-át sikerült megszerezniük. 2002-ben azonban e gyengeségükből sikerült előnyt kovácsolniuk, amikor is az iTunes-bolthoz csatlakozni ódzkodó zenei kiadókat azzal győzte meg, hogy a piacon kisebbségben lévő Apple nem okozhat nagy kárt az esetleges kudarccal. Jobs számítása bejött és az iTunes meghatározó céggé tette az Apple-t, és jelentősen megváltoztatta az iparágat is.
Jobs az iPhone megjelenése után – nehéz döntést hozva – meghozta azt az észszerű döntést, hogy nyitva a rendszeren, a mobil alkalmazások területébe beenged (szoros ellenőrzés alatt) külsős cégeket is. Azonban az Apple mobil operációs rendszerek számára komoly rivális lett a nyílt és ingyenes Android rendszer, amely azzal fenyegetett, hogy megtöri az Apple rövid uralmát.

## Prezentációs technika
Steve Jobs a kezdetektől fogva az Apple „arca” volt, mivel Wozniak szeretett inkább a háttérben maradni. Habár kezdetben szakmai tapasztalat híján volt, de karizmatikus és szenvedélyes előadása Jobs védjegye lett. Mindemellett idővel a szakmai tudást is elsajátította olyan elismert reklámszakemberektől, mint Regis McKenna. Az évek alatt prezentációs módszere olyan hatásos és sajátságos lett, hogy több szakember is végzett tanulmányt róla. Habár Jobs már az Apple II idején, a Nyugati parti számítógépes vásár-on szakmailag átgondoltan, és marketingcsapat tervezése alatt mutatták be új gépüket, a – ma már klasszikusnak mondható – Jobs-féle termékprezentáció a Macintosh bevezetésekor volt először látható 1984. január 24-én. Habár stílusa könnyed és gördülékeny volt, mentes volt a spontaneitástól, és az előadás minden mozzanatát gondos tervezés és több napos előkészület előzte meg.

## Életrajzi könyve
Walter Isaacson 2010-ben kezdte írni az életrajzi könyvet, ami aztán már csak Jobs halála után jelent meg. A könyv betekintést enged mind az iparág sajátosságaiba, mind Steve Jobs életébe. Az életrajzi könyv születése különlegesnek mondható, hiszen ilyen könyv kiadása rendszerint kétféle módon történik. Vagy az adott személy megbízásából és felügyelete alatt írják a könyvet – ami megkérdőjelezheti a kényesebb területek őszinteségét –, vagy pedig külső munka a jellemző, amikor is független az író, de a források közvetettek és hiányosak. Ez esetben azonban – noha Isaacsont maga Steve Jobs kérte fel a könyv megírására – az addigra a műfajban magának nevet szerző író először visszautasította az ajánlatot, majd később alapfeltételnek szabta, hogy Jobs nem szólhat bele, hogy mi jelenik meg majd a könyvben. Így a könyv független írótól származik, de mégis megfelelő mennyiségű információkkal rendelkezett a könyv megíráshoz, Jobs köreiből és „ellenségeitől” egyaránt.

| „            | Kevés idő adatik itt a Földön mindenkinek. Talán csak néhány igazán jelentős dolgot alkothatunk, ezért mindent igazán jól kell megcsinálnunk. | ” |
| – Steve Jobs | |   |

## Érdekességek

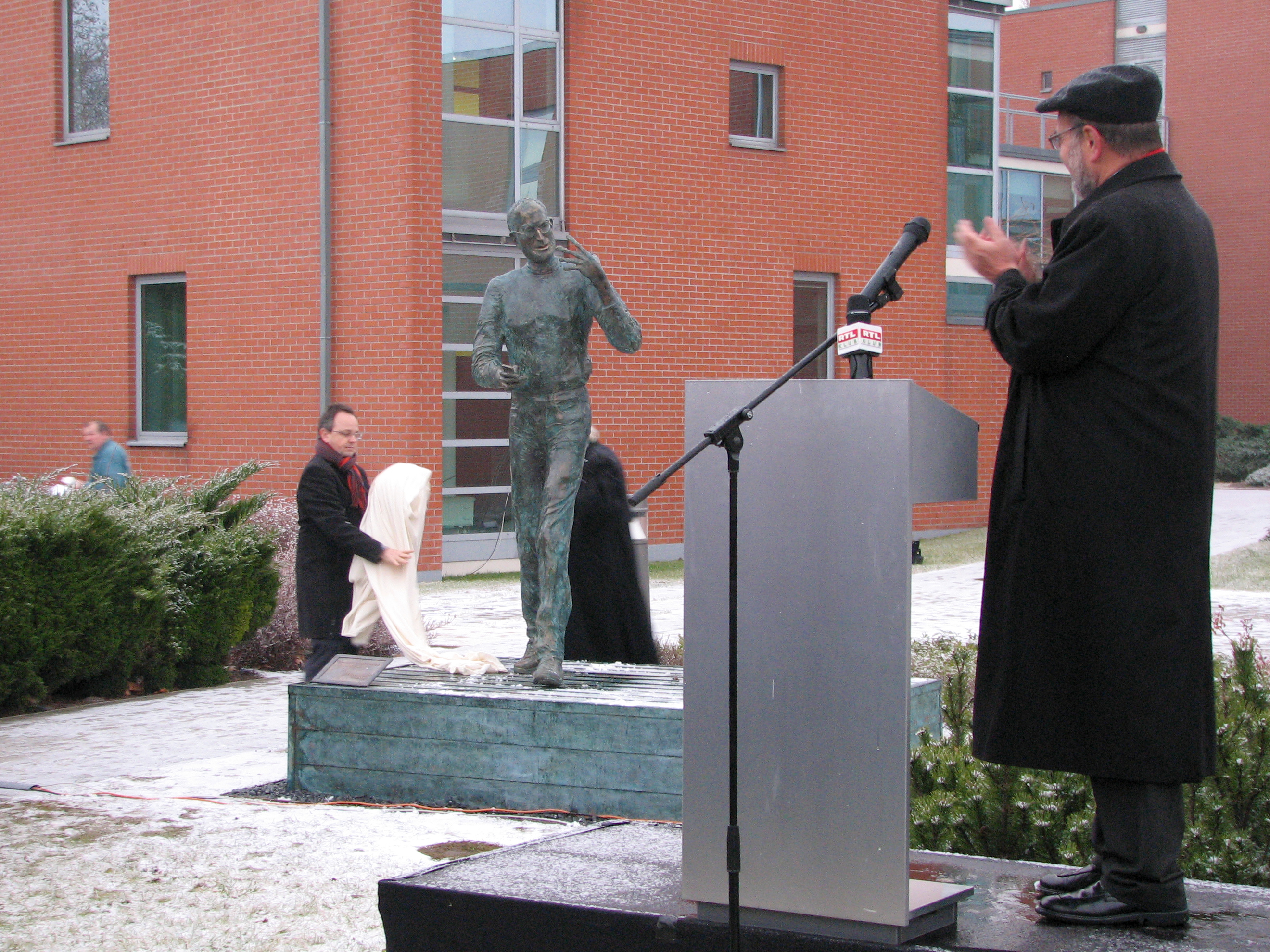
Bojár Gábor felavatja Steve Jobs szobrát Budapesten

- Rendszeresen ugyanabban az öltözékben mutatkozott a nyilvánosság előtt: teniszcipő, kopott kék farmer, fekete garbó.[75]
- 2011 októberében Bojár Gábor bejelentette, hogy a Graphisoft szobrot állít neki Budapesten, a Graphisoft Parkban.[76]
- 2012 májusában bejelentették, hogy az Oscar-díjas Aaron Sorkin írja a Sony Pictures által tervezett Steve Jobs-film forgatókönyvét.[77]
- Jobs nem kért saját céges parkolóhelyet, de ehelyett szívesen használta rendszám nélküli autójával a mozgássérült-parkolókat.

## Kötetei magyarul
- iSteve Steve Jobs egy az egyben. Kukkants bele egy zseni agyába!; szerk. George Beahm, ford. Zsámboki Péter; Európa, Bp., 2014
- Steve Jobs gondolatai. Mi építjük az egész kütyüt; összeáll. Carol Kelly-Gangi, ford. Telegdi Tamás; Lazi, Szeged, 2016

## Videók
- 1980 – Korai felvétel Jobsról
- 1984 – young Steve Jobs introduces the Macintosh
- 1984 – Macintosh első (teljes) bemutatója Archiválva 2014. január 27-i dátummal a Wayback Machine-ben
- 1990 – NeXT presentation in San Francisco
- 1997 – Macworld Boston
- 2004–2008 iPod reklámok
- 2005 – Steve Jobs Stanford Beszéde
- 2007 – iPhone bemutató (magyar felirattal)
- Paródia videó Jobs és Gates párharcáról